# 汶川大地震
汶川大地震發生於北京時間2008年5月12日（星期一）14时28分04秒，震央位於中國四川省阿坝藏族羌族自治州汶川縣映秀镇附近、四川省会成都市西北偏西方向79千米处。根据中国地震局的数据，此次地震的面波震级达8.0级、矩震級達8.3级，破坏地区超过10万平方公里。地震烈度可能達到11度。地震的地震波围绕地球传播了6圈，地震烈度達8級的重災區由汶川縣往青川縣呈東北向近乎直線分布。
截至2008年9月25日，地震共計造成69,227人遇难，17,923人失踪，374,643人不同程度受伤，1,993.03万人失去住所，受灾总人口达4,625.6万人。是中华人民共和国成立以来破坏力最大的地震，也是唐山大地震後傷亡最惨重的一次。地震造成四川、甘肅、陝西等省的災區直接經濟損失共8,451億元人民幣，災區的衛生、住房、校舍、通訊、交通、治安、地貌、水利、生態、少數民族文化等方面受到嚴重破壞。地震災情引起民間強烈迴響，全中國以至全球紛紛捐款援助，累積金额超过500億元人民币。中国民间的大批志願者和来自中国各地以及世界各国的专业人道救援隊伍也加入救災。震后中華人民共和國政府采取“一省帮一县”對口援助。2012年1月10日，四川省省长蒋巨峰代表四川省人民政府宣布重建完成。

## 地震详情

### 震级
据中国地震局的数据，此次地震的面波震级Ms为8.0级，矩震級Mw達到了8.3级，此次地震最大烈度达Ⅺ度，破坏特别严重的地区超过10万平方公里。根据美国地质调查局的数据，矩震级达到了Mw7.9。根据中国地震局地球物理所的分析报告，此次地震的特点是以逆冲为主、兼少量右旋走滑的分量。其中，断层向西北倾斜，走向是229°，标量地震矩为4.4×1021N-m。中国地震局最初發佈为7.6級，发布的之后修正為7.8級，5月18日确定為Ms8.0級。而据四川电视台新闻资讯频道报道，四川省地震局最初发布的数据即为8.0级。

### 震中

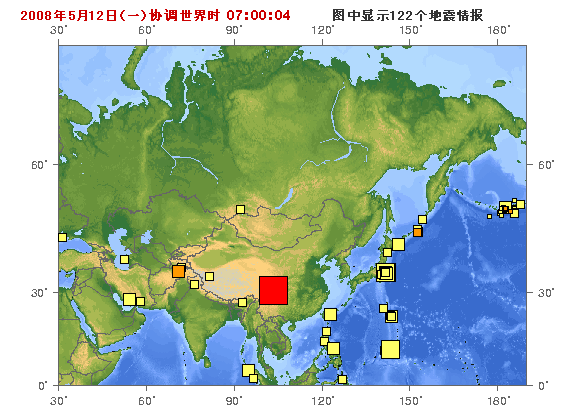
美国地质调查局所提供的2008年5月亞洲震央分布地图，在這期間總計有122次地震是發生在亞洲大陸上。圖中紅色正方型中心是2008年5月12日汶川大地震的震央。

根據中國地震網絡中心，地震發生于2008年5月12日14時28分00秒。初震中位于成都西北約80公里的阿坝藏族羌族自治州汶川县境内，北緯31.01°，東經103.42°，深度為14公里，其後餘震深度皆為10至33公里左右。受影响地区包括震中50公里范围内的县城和200公里范围内的大中城市。而根据美国地质调查局测定，震中亦同位於汶川县境内，東經103.279°，北緯31.099°，震源深度為19公里。美国地质调查局的摇晃程度调查结果将震源附近的绵阳市的地震烈度定为IX，沿海在内的中国大部分地区的烈度为III。该次地震只有一個震源，規模与1976年唐山大地震相仿。由于该次地震震源頗淺，属较为罕见的“板块内地震”，引发的震波波及了半个亚洲。这次地震地区的震前过程不明显，与中国以往的地震不同，地震监测机构在震前没有发现异常。

### 地质

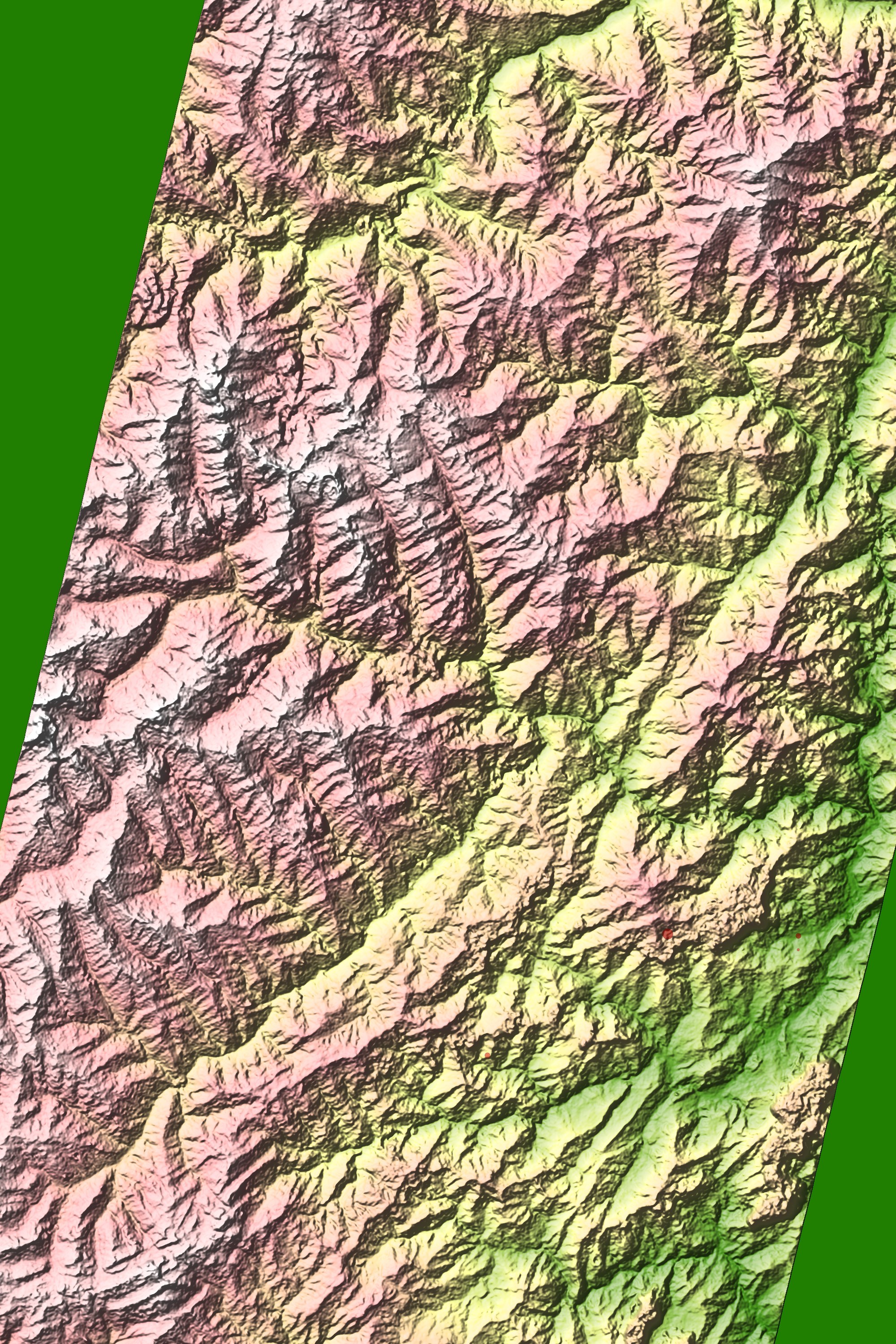
震中所在地的地形情况，可以看到四川省因受到板塊擠壓而地形十分崎嶇。汶川大地震的震央位在龍門山附近，而這附近的山區直接圍繞著四川盆地。之所以會有這些山脈，是由於印度板塊不斷往北對歐亞板塊推擠，而形成這些東北─西南向的山地地形。

四川盆地由5500萬年來自印度次大陸向亞洲大陸推擠的造山運動而來，屬地震頻繁帶。地震前，横跨龙门山断裂带中段与北段的地壳形变特征的差异，亦与汶川地震时能量释放的空间分布吻合。而美国地质调查局的报告亦指出：“地震是由四川盆地西北边缘东北向逆断层或冲断层运动所致。震中与震源机制与龙门山断层或与其构造相关的断层运动结果一致。由于地壳物质缓慢从青藏高原向东移动，遇四川盆地和中国东南部坚硬地壳而汇聚，产生构造压力，导致地震的发生。”而从洲际的规模上看，这次地震缘于印度板块以每年5厘米的速度向北朝欧亚板块的碰撞形成。
此外，日本专家分析，地震造成的地下断层在长约120公里、宽约40公里的范围内剧烈运动。断层自东北向西南位移，从深度约11公里处开始移动，约45秒后整个断层进行位移。最严重处断层错位约3.4米。
这次地震是繼1976年8月16日下午2時四川松潘、平武兩縣發生7.2级地震以來，近32年發生的四川省內首次规模7级以上地震。它造成了连接青藏高原东部山脉和四川盆地之间大约275公里长的断层。四川西北部曾经在1933年8月25日发生过7.5级地震，造成了10,000人死亡。

### 波及面
由於震中位於海拔較高的地方，而且震源距地面非常近，加上中国中部地区岩层较為坚硬，地震波传得很远，因而有明显震感的地區很廣。亦有分析指出远距离强震传来较长的振动周期，比较容易与高层建筑物的自振周期接近从而形成共振。同时，由于建筑物的高度进一步放大了摇动幅度，导致远离震中一千多公里以外地区的高层的人员依然能够明显感受到地震，而地面及低层人员几乎感受不到振动。日本东京大学教授古村孝志称本次地震引起的长周期地震动是北京、上海等地的高层建筑感受到大幅摇晃的原因。根据地球模拟器的模拟，长周期地震动的周期约为10至20秒，于地震发生后7至8分钟到达北京、上海等地，其振幅可达20厘米。
根据日本气象厅精密地震观测室（现松代地震观测所）的观测，地震发生当日下午，本次地震的地震波绕地球一圈后返回，当日晚上又第二次观测到绕地球一圈后返回的地震波。经过详细解析后，确认本次地震的地震波围绕地球传播了6圈。
中国大陆除吉林、黑龙江、新疆三省区无震感报告外，其余省区市均有震感。港澳地区在地震發生三分鐘後感到震動。
台湾中央氣象局表示台灣東部發生有感地震但當地居民感受到的地震不是汶川大地震的震波。
越南河内、泰国曼谷、和巴基斯坦分别在地震后的5、6和10分钟后感到震动。

### 余震

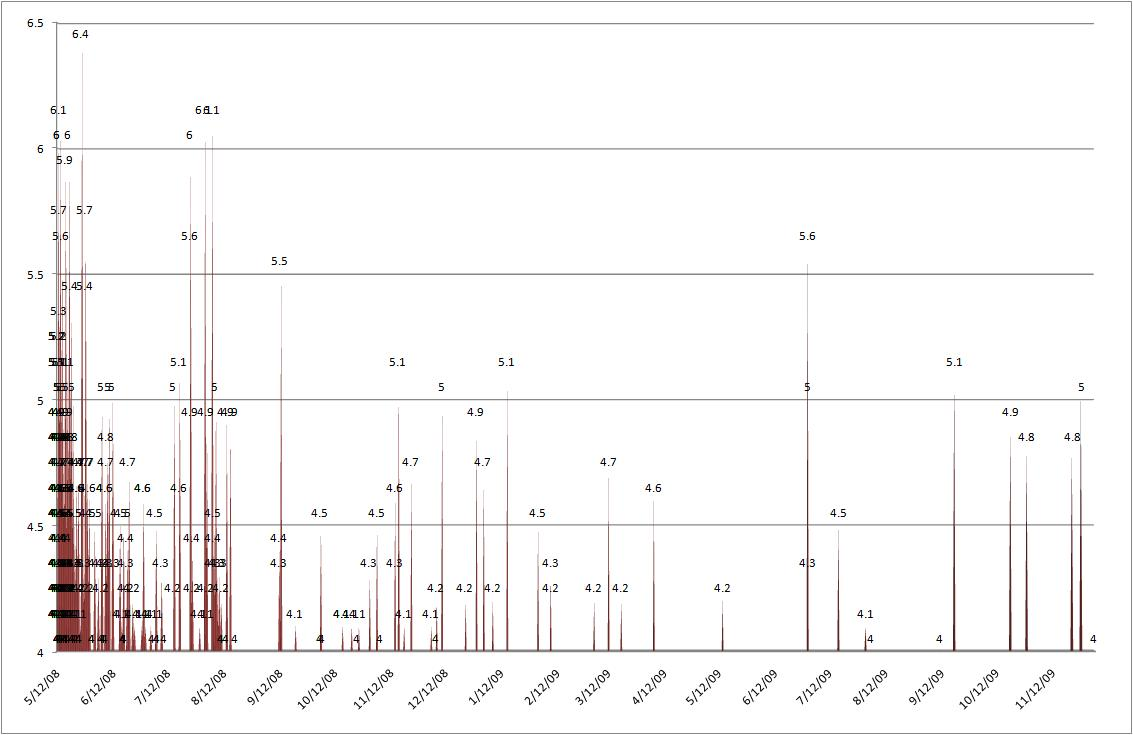
2008年5月13日到2010年2月10日之間，在汶川大地震發生後再次出現的4.0级以上余震的數據图示。

截止到2010年2月10日12时，据中国地震台网中心测定，汶川地区共发生72046次余震，其中4.0级以上余震311次（4.0～4.9級有264次，5.0～5.9級有39次，6.0～6.9級有8次），最大余震为6.4级。其中5月16日汶川就發生強度為5.1級的餘震，當時胡錦濤正在災區現場指揮搶險也感受到強烈震感。餘震也引发了泥石流等灾害險情。其中最大的余震发生于5月25日下午16时21分：青川发生6.4级余震，震中为东经105.23°，北纬32.32°，其位置在青川的观音店乡一带，广元、西安、成都、重庆等地有强烈震感。共造成8人死亡，927人受伤。5月27日下午16时零5分，四川青川（震中位置位于北纬32.7°，东经105.6°）再次发生5.4级余震，成都、重庆、陕西等地均有震感。5月27日下午16时37分，陕西省宁强县发生5.7级余震，造成至少20人受伤。不过随着时间的推移，整个余震活动处于正常衰减，2009年全年4.0级以上余震仅为24次。

### 成因
地震專家普遍認為引發地震的原因在于龙门山断裂带：印度板块往北推进，向欧亚板块挤压并不断地向亚洲板块下插入，导致青藏高原迅速上升，并在高原的边缘形成了地震多发的断层，其中就包括龙门山断层。如果断裂每年运动数厘米，每隔50米至70米，积聚的应力和能量就能产生一次里氏7级以上的大地震。由于震源较浅，而且震源机制为向东的逆冲运动，加上震区土质松软，地震波向东能传播很长距离。而正是这次地壳收缩过程造成了这场地震。汶川位于龙门山断裂带上，这一地震带非常活跃，半个世纪以来已发生7级以上的破坏性地震多达10余次，距离汶川不远的松潘附近地区曾于1938年和1976年发生过7级以上的大地震。
不過也有專家推斷中國推動西部大開發以來，四川修建的大量水庫可能誘發地震。四川地礦局區域地質調查隊總工程師范曉稱這次地震有可能是紫坪鋪水庫蓄水引發的，范認為這次汶川地震符合典型水庫誘發地震的三個指標性條件，分別為高壩大庫（壩體高、水庫容量大）、水庫建於活動的地震斷裂帶上及後來發生了黎克特制6級以上地震；但是长江三峡工程开发总公司枢纽管理部门的人员否认了这种可能。美国的地质学家也认为这种说法有一定的可能性。他们的研究认为紫坪鋪水库中水的压力可能削弱附近的北川断层，额外的压力裂开了断层线。水本身也会渗透进断层下数公里，从而加剧断层的断裂，这可能让汶川大地震发生的时间提前了数十到数百年。但是真正的影响可能还需要更长时间的观察才能做出结论。

### 征兆与預警

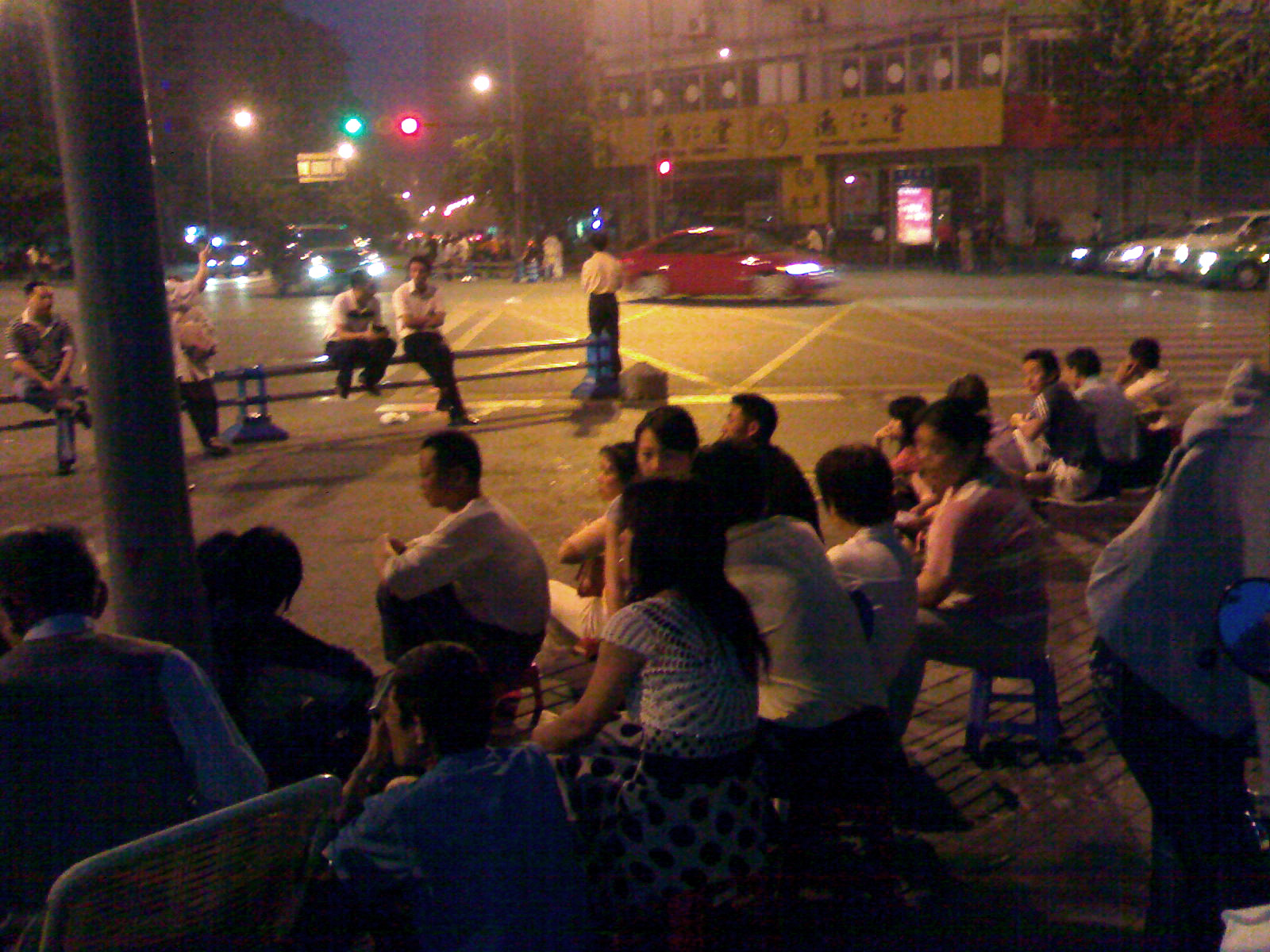
5月12日夜间，大量成都市民由于担心余震的影响，在街头露宿

在該次嚴重地震前，民間一直出現各類異象，被視為地震的先兆，但它們與地震的關連性仍有待考證。2008年5月10日，四川绵竹市西南镇檀木村（距离震中不到100公里）出现了数十万只蟾蜍迁徙的现象，当地林业部门解释其为蟾蜍的正常迁徙。蟾蜍的大规模迁徙现象曾在2006年4月于重庆、2007年5月于河北唐山、2007年9月于山东临沂、2005年7月於吉林长春、2008年5月于江苏泰州、2007年4月于四川成都等中国各地区多次发生并被报道，但其后并未发生地震。中國工程院院士周福霖稱，震前的動物異常反應是科學的，敏感的動物會察覺到地震變化；然而動物除了對地震會有敏感反應外，亦會對其他自然現象產生敏感反應。因此蟾蜍遷徙只能作為可能發生地震的參考，並不能作為震前的可靠預測。
縱然科學家普遍認同地震難以預測，但在地震後，外界曾質疑中國為辦好2008年北京奧運而隱瞞地震預警。其中在5月13日国务院記者会上，新加坡《联合早报》的记者报道说，曾接到四川省地震局职工7人的投诉，指几天前已察觉到地震迹象，但局里说为了保证奥运前的安定局面，禁止透露这个信息。中国地震台网予以否认，重申地震预测是“世界难题”，地震前并未收到预报。
有關汶川地震前的預報研究亦被重新關注。2006年，陕西师范大学科學家发布研究论文，其中利用川滇地区25次地震的数据，预测2008年川滇地区極有可能发生大于6.7级强烈地震。而在2007年7月17日，中、欧和美三地科学家亦在權威地质專刊《构造》（Tectonics）中发表文章，指出北川和彭灌斷層具有造成災害性地震的潛能。而汶川附近地区從2005年至2007年連續大旱，符合民間所謂「大旱後1至3年半出現6級以上地震」的說法。有學者認為如果當局掌握地震前的反常現象（氣壓、溫度、降雨等），應能準確預測。
在地震前數天，地震重災區的阿坝州更盛傳將有大地震發生，又指村幹部勸村民搬到戶外居住，但阿坝州當地政府澄清並無其事，誓言找出谣传來源，大力辟谣。就在地震當天清晨，新浪網亦發放消息，描述在阿壩州防震減災局主動解釋下，已成功解除村民的恐慌，秩序快速恢復了正常。四川省人民政府網頁亦發放了澄清消息，但在地震发生後两媒体开始刪除有關內容并做出回应，称信息中所涉及之阿坝州马尔康县梭磨乡马塘村确未发生地震。地震前半小时，甘肃天水上空亦曾出现彩云。根据台湾卫星福尔摩沙三号的观测，地震前一到五天，震区上空的电离层平均密度驟降一半。
自地震發生後，中共中央政治局常委、国务院总理温家宝18日在中国地震局要求进一步加强地震监测预报工作。翌日，四川省地震局旋即發放餘震警告：汶川余震活动水平为6至7级左右，5月19日至20日汶川地震区附近余震发生的可能性较大。为避免余震灾害，包括成都在内的很多城市街頭出現大量市民露宿。

### 伤亡、损失统计
| 汶川地震伤亡人数                                                              | 汶川地震伤亡人数 | 汶川地震伤亡人数 | 汶川地震伤亡人数 | 汶川地震伤亡人数 | 汶川地震伤亡人数 | 汶川地震伤亡人数 |
| ----------------------------------------------------------------------------- | ---------------- | ---------------- | ---------------- | ---------------- | ---------------- | ---------------- |
| 地区                                                                          | 地区             | 地区             | 地区             | 死亡数           | 失踪数           | 受伤数           |
| 四川省                                                                        | 绵阳市           | 绵阳市           | 北川县           | 15,646           | 4,392            | 26,916           |
| 四川省                                                                        | 绵阳市           | 绵阳市           | 安县             | 4,016            | 0                | 13,476           |
| 四川省                                                                        | 绵阳市           | 绵阳市           | 平武县           | 3,104            | 3,551            | 32,145           |
| 四川省                                                                        | 绵阳市           | 绵阳市           | 江油市           | 394              | 43               | 10,006           |
| 四川省                                                                        | 绵阳市           | 绵阳市           | 总计：           | 21,964           | 9,274            | 166,735          |
| 四川省                                                                        | 阿坝州           | 汶川县           | 映秀镇           | 6,566            | 不详             | 不详             |
| 四川省                                                                        | 阿坝州           | 汶川县           | 漩口镇           | 1,069            | 不详             | 不详             |
| 四川省                                                                        | 阿坝州           | 汶川县           | 绵虒镇           | 2,016            | 不详             | 不详             |
| 四川省                                                                        | 阿坝州           | 汶川县           | 银杏乡           | 3,537            | 不详             | 不详             |
| 四川省                                                                        | 阿坝州           | 汶川县           | 总计：           | 15,941           | 7,595            | 34,583           |
| 四川省                                                                        | 阿坝州           | 茂县             | 茂县             | 4,016            | 0                | 8,183            |
| 四川省                                                                        | 阿坝州           | 理县             | 理县             | 110              | 13               | 1,642            |
| 四川省                                                                        | 阿坝州           | 金川县           | 金川县           | 39               | 28               | 28               |
| 四川省                                                                        | 阿坝州           | 松潘县           | 松潘县           | 25               | 12               | 22               |
| 四川省                                                                        | 阿坝州           | 小金县           | 小金县           | 24               | 14               | 22               |
| 四川省                                                                        | 阿坝州           | 黑水县           | 黑水县           | 15               | 1                | 77               |
| 四川省                                                                        | 阿坝州           | 红原县           | 红原县           | 9                | 不详             | 2                |
| 四川省                                                                        | 阿坝州           | 马尔康县         | 马尔康县         | 8                | 1                | 不详             |
| 四川省                                                                        | 阿坝州           | 若尔盖县         | 若尔盖县         | 8                | 不详             | 不详             |
| 四川省                                                                        | 阿坝州           | 九寨沟县         | 九寨沟县         | 7                | 2                | 34               |
| 四川省                                                                        | 阿坝州           | 壤塘县           | 壤塘县           | 5                | 不详             | 3                |
| 四川省                                                                        | 阿坝州           | 总计：           | 总计：           | 20,159           | 8,573            | 44,640           |
| 四川省                                                                        | 德阳市           | 德阳市           | 绵竹市           | 11,117           | 251              | 37,209           |
| 四川省                                                                        | 德阳市           | 德阳市           | 什邡市           | 5,924            | 198              | 33,075           |
| 四川省                                                                        | 德阳市           | 德阳市           | 中江县           | 24               | 不详             | 427              |
| 四川省                                                                        | 德阳市           | 德阳市           | 总计：           | 17,139           | 460              | 73,972           |
| 四川省                                                                        | 广元市           | 广元市           | 青川县           | 4,697            | 124              | 15,453           |
| 四川省                                                                        | 广元市           | 广元市           | 总计：           | 4,846            | 28,241           | 126              |
| 四川省                                                                        | 成都市           | 成都市           | 都江堰市         | 3,091            | 192              | 10,560           |
| 四川省                                                                        | 成都市           | 成都市           | 彭州市           | 952              | 147              | 5,775            |
| 四川省                                                                        | 成都市           | 成都市           | 总计：           | 4,306            | 393              | 26,413           |
| 四川省                                                                        | 南充市           | 南充市           | 南充市           | 33               | 0                | 7,632            |
| 四川省                                                                        | 雅安市           | 雅安市           | 雅安市           | 33               | 0                | 1,351            |
| 四川省                                                                        | 遂宁市           | 遂宁市           | 遂宁市           | 27               | 0                | 402              |
| 四川省                                                                        | 资阳市           | 资阳市           | 资阳市           | 24               | 0                | 633              |
| 四川省                                                                        | 眉山市           | 眉山市           | 眉山市           | 10               | 0                | 315              |
| 四川省                                                                        | 巴中市           | 巴中市           | 巴中市           | 13               | 0                | 258              |
| 四川省                                                                        | 甘孜州           | 甘孜州           | 甘孜州           | 9                | 0                | 23               |
| 四川省                                                                        | 乐山市           | 乐山市           | 乐山市           | 8                | 0                | 534              |
| 四川省                                                                        | 内江市           | 内江市           | 内江市           | 7                | 0                | 225              |
| 四川省                                                                        | 达州市           | 达州市           | 达州市           | 4                | 0                | 67               |
| 四川省                                                                        | 凉山州           | 凉山州           | 凉山州           | 3                | 0                | 不详             |
| 四川省                                                                        | 自贡市           | 自贡市           | 自贡市           | 2                | 0                | 87               |
| 四川省                                                                        | 广安市           | 广安市           | 广安市           | 1                | 0                | 44               |
| 四川省                                                                        | 泸州市           | 泸州市           | 泸州市           | 1                | 0                | 1                |
| 四川省                                                                        | 总计：           | 总计：           | 总计：           | 68,708           | 17,923           | 360,796          |
| 甘肃省                                                                        | 陇南市           | 陇南市           | 陇南市           | 275              | 不详             | 6,073            |
| 甘肃省                                                                        | 总计：           | 总计：           | 总计：           | 364              | 不详             | 7,560            |
| 陕西省                                                                        | 陕西省           | 陕西省           | 陕西省           | 121              | 不详             | 2,932            |
| 重庆市                                                                        | 梁平县           | 梁平县           | 梁平县           | 6                | 不详             | 不详             |
| 重庆市                                                                        | 巴南区           | 巴南区           | 巴南区           | 1                | 不详             | 不详             |
| 重庆市                                                                        | 江津区           | 江津区           | 江津区           | 1                | 不详             | 不详             |
| 重庆市                                                                        | 开县             | 开县             | 开县             | 1                | 不详             | 不详             |
| 重庆市                                                                        | 总计：           | 总计：           | 总计：           | 18               | 58               | 47               |
| 河南省                                                                        | 河南省           | 河南省           | 河南省           | 2                | 不详             | 7                |
| 云南省                                                                        | 昭通市           | 昭通市           | 昭通市           | 1                | 不详             | 9                |
| 云南省                                                                        | 总计：           | 总计：           | 总计：           | 1                | 不详             | 51               |
| 贵州省                                                                        | 贵州省           | 贵州省           | 贵州省           | 1                | 不详             | 15               |
| 湖北省                                                                        | 湖北省           | 湖北省           | 湖北省           | 1                | 不详             | 14               |
| 湖南省                                                                        | 湖南省           | 湖南省           | 湖南省           | 1                | 不详             | 不详             |
| 總計：                                                                        | 總計：           | 總計：           | 總計：           | 69,227           | 17,923           | 374,643          |
| 【注】本表汇集多个传媒在不同时间报道的数据， 总计数目不一定与各地区累加相符。 |                  |                  |                  |                  |                  |                  |

经济损失範圍方面，四川、甘肃、陕西三省的极重灾区和重灾区数量分别是39个、8个和4个，共51个灾区县，总面积达到13万多平方公里。2008年9月4日，国务院新闻办公布，汶川大地震造成的直接经济损失达8451亿元人民币，四川省占总损失的91.3%，甘肃占总损失的5.8%，陕西占总损失的2.9%。在这些损失中，民房和城市居民住房的损失占总损失的27.4%。包括学校、医院和其他非住宅用房的损失占总损失的20.4%。另外还有基础设施，道路、桥梁和其他城市基础设施的损失，占到总损失的21.9%。
伤亡统计方面，據国务院抗震救灾总指挥部授权《汶川特大地震四川抗震救灾志》发布，「截至2008年9月25日，地震共計造成69,227人遇难，17,923人失踪，374,643人不同程度受伤，1993.03万人失去住所，受灾总人口达4625.6万人」。其中汶川县、北川县和绵竹县最为严重，遇难人数分别为15,941人、15,646、11,117人。
2008年11月21日，在国新办新闻发布会上，四川省副省长魏宏宣布据目前统计四川地震中有19,065名学生遇难。
由此艺术家艾未未在2008年12月起實地調查统计，志願者屢受地方政府扣留，而四川省人民政府则否认接到相關投诉。中国官方在2009年5月7日公布了学生死亡人数为5,335名，这一数字是根据遇难学生家庭申请国家抚慰金和社会救助金的人数统计的。多家報社與建築學者指出“按中国现有的建筑规范和建筑水平，这些房子要倒，也不是倒成这个样子”，尤以财经网《校舍忧思录》等反思文章為首（詳見本條目#学校倒塌分段）；後來官方认定没有发现因为建筑的品質问题而导致建筑物垮塌的案例。

## 震後影響

### 地貌与水利

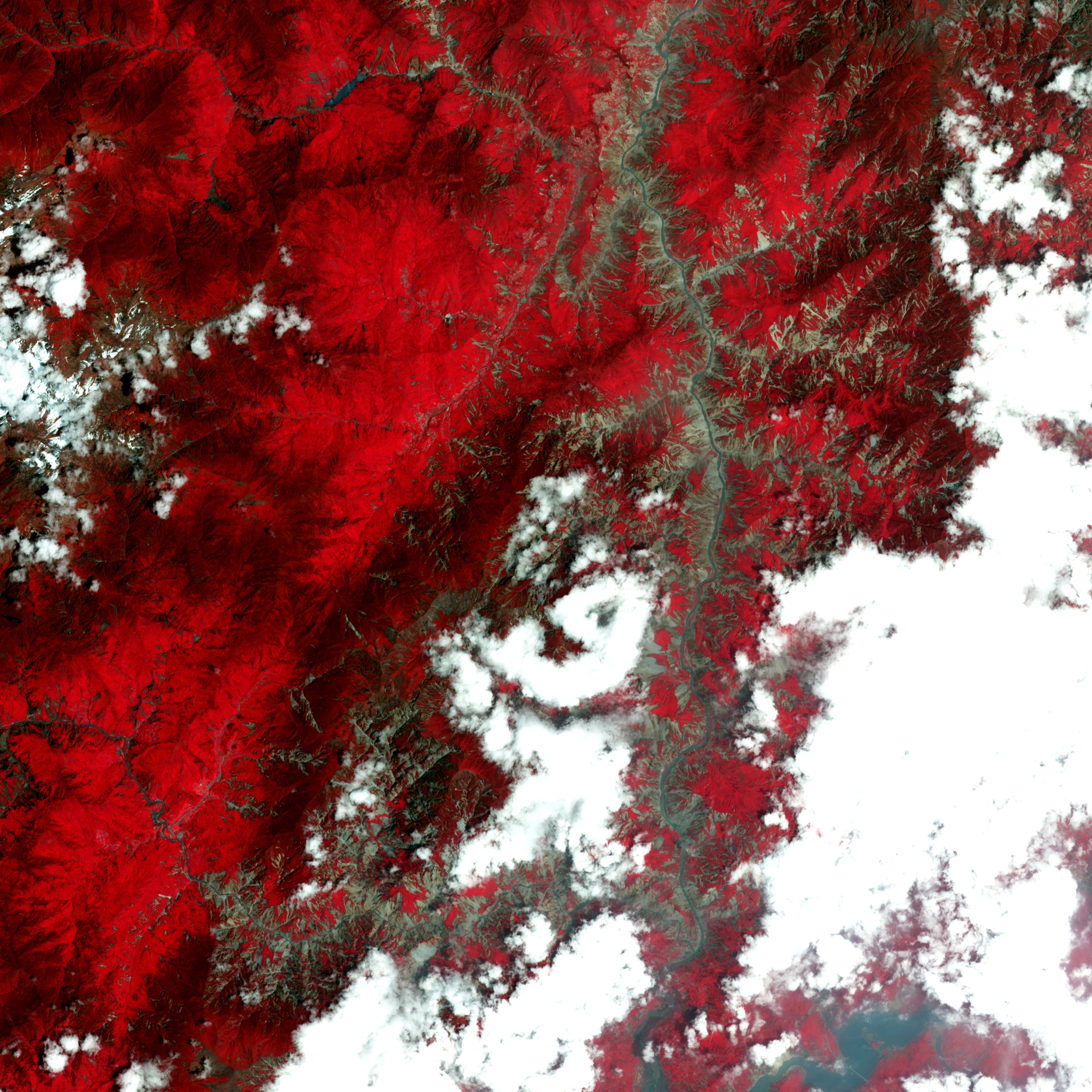
岷江沿岸植被（红色標示）因山體滑坡大量消失，以灰色、藍色標示的裸露地清楚易見。山體滑坡可能由地震導致，山地地形令山頂晃動幅度大，加上中國工業化和中國城市化使該區伐林明顯，滑坡更嚴重

这次大地震造成大面積的地貌改變，诱发了大量的次生山地灾害，主要有崩塌、滑坡、泥石流等，在这些进入活跃期的震后次生灾害中，崩塌滑坡的活跃期将持续5-10年，泥石流的活跃期将持续10-20年。估计有三分之一的地震伤亡是由山体滑坡造成。此外，地震在汶川、北川及青川等區形成了34个堰塞湖，其中在湔江形成的唐家山堰塞湖，为堰塞湖中最危险的一座。为防止堰塞湖崩塌引发下游出现洪灾，政府各部门共同组建了唐家山堰塞湖抢险指挥部，开挖引水槽排水，降低堰塞湖的水位、水量，以减少对下游的威胁；俄罗斯亦派出米-26重型运输直升机对困在堰塞湖附近的数百名灾民进行疏散。6月10日至11日，泄洪获得了成功，唐家山堰塞湖黄色警报于6月11日16时获得解除。

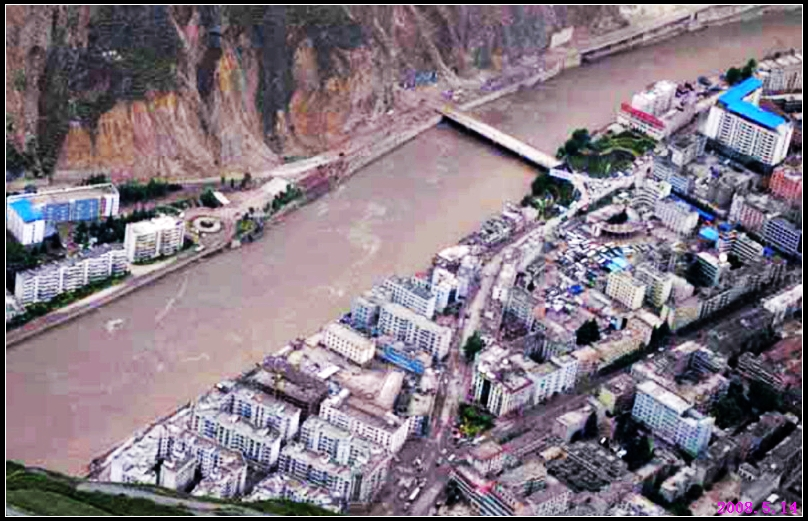
震后汶川县城的航拍图像，拍摄于2008年5月14日

除了形成堰塞湖外，地震还对震区的水库及水利枢纽造成破坏。水利部2008年5月13日发表初步统计称，大地震造成四川和重庆等地约391座水库出现险情，其中，大型水库2座，中型水库28座，小型水库321座。这300多座水库中，有129座在重庆境内。地震已造成紫坪铺水库大坝坝体发生裂缝，局部沉陷。5月14日中午，一度传出紫坪铺水库非常危险，水利部紧急启动“保坝方案”，当地有关部门已调派两千名官兵火速前往，打通水库排洪通道，降低蓄水水位，确保都江堰安全，缓解水库溃决的危险。紫坪铺水库附近山体滑坡相当严重，已出现大量土石流，这些土石流对紫坪铺水库也造成一定程度的破坏。两千名在当地驻守的官兵，随时监测和抢救险情。5月16日四川岷江上游9座水坝，因大地震受到不同程度破坏，紫坪铺水库已出现裂缝和局部沉陷，邻近山区不断下泄大量土石流，危及水库安全。5月26日，紫坪铺受损泄洪洞闸已修复。2008年8月21日紫坪铺水库完成永久修复。四川省人民政府亦计划用3年时间，投资300亿元，重建并完善防洪减灾基础设施、供水保障基础设施及农村水利基础设施。

### 動植物棲息地

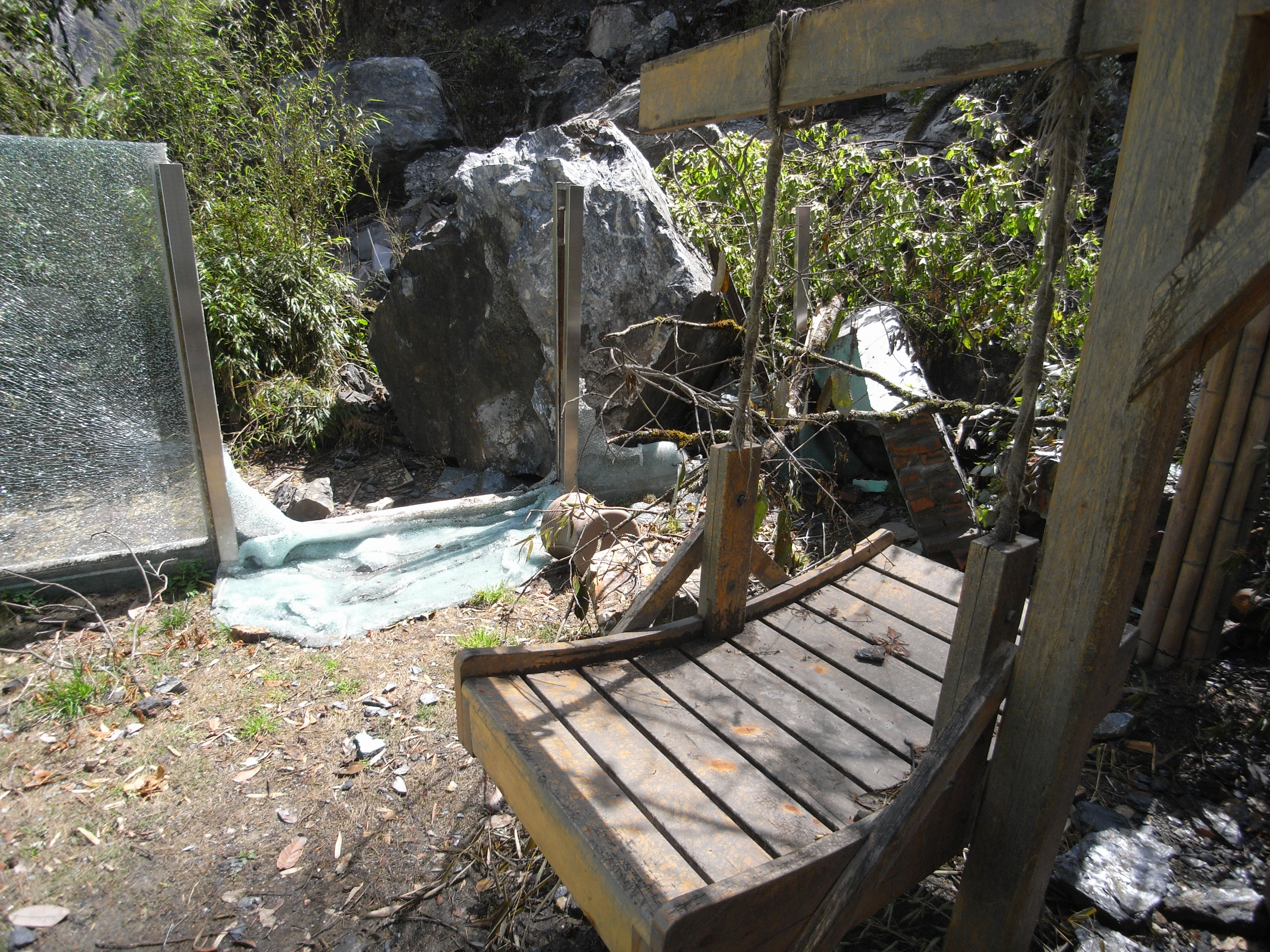
中国大熊貓保護研究中心5分之1熊貓住所受破壞、1隻大熊貓死於塌墙，後得到香港14億元援建大熊貓项目

生態受損主因是山体崩塌、滑坡、泥石流、地陷、河流阻断。大熊猫野生栖息地的破坏尤受关注。中国保护大熊猫研究中心1隻大熊貓死於塌墙。。由於臥龍自然保護區在「一省援建一個重災县」名單上被遺漏，臥龍向此前接收香港大熊貓的香港官員林鄭月娥求救，促成香港援建了大熊猫项目23个，约14.22亿人民币。2010年，成都重新发现金丝猴、苏门羚等珍稀野生动物，还采集到野生大熊猫的粪便，灾区的生态环境开始恢复。在生态环境被严重破坏的同时，政府开始重视在重建中对生态结构的保护与农业生产方式的调整。
震区中心所属的岷山和邛崃山系中动植物种类繁多，生物资源十分丰富，其中包括维管束植物4600种以上，苔藓植物400多种；脊椎动物252种，其中兽类58种，鸟类64种，爬行类45种，两栖类54种，鱼类31种。它还是大熊猫、金丝猴等多种中国国家重点保护野生动植物物种的主要生境。四川省林地损失493万亩，使该省森林覆盖率由30.7%下降为30.2%。其中45个林业重灾县市森林覆盖率由震前44.51%下降为42.64%。。

### 核設施險情
2017年，國家原子能機構副主任、国防科技工业局副局長王毅韌在中央電台節目透露，汶川地震時在四川的一處核設施曾出現類似日本福島核事故的險情，形勢很危險「當時電斷了，冷卻水池破裂，堆芯有裸露可能。我們迅速調應急柴油機，採取空運，恢復供電，把水池修好，及時用冷卻水，避免事故發生。」根據官方公開資料，四川省內沒有中國核電站，但海外媒體曾披露，在地震重災區的北川縣及安縣，可能存在中國核武器庫和核反應堆。按照2008年震後的新华社通稿，总参作战部马健少将介绍灾区内的核设施是安全的，已经被军队和武警加以严格保护。环境保护部部长周生贤在2008年5月20日表示，汶川大地震埋在废墟里的32枚放射源目前已回收30枚，剩余2枚已探测到具体位置；至6月10日，灾区存在安全隐患的50枚放射源已全部收贮，各核设施均处于安全受控状态。

### 治安

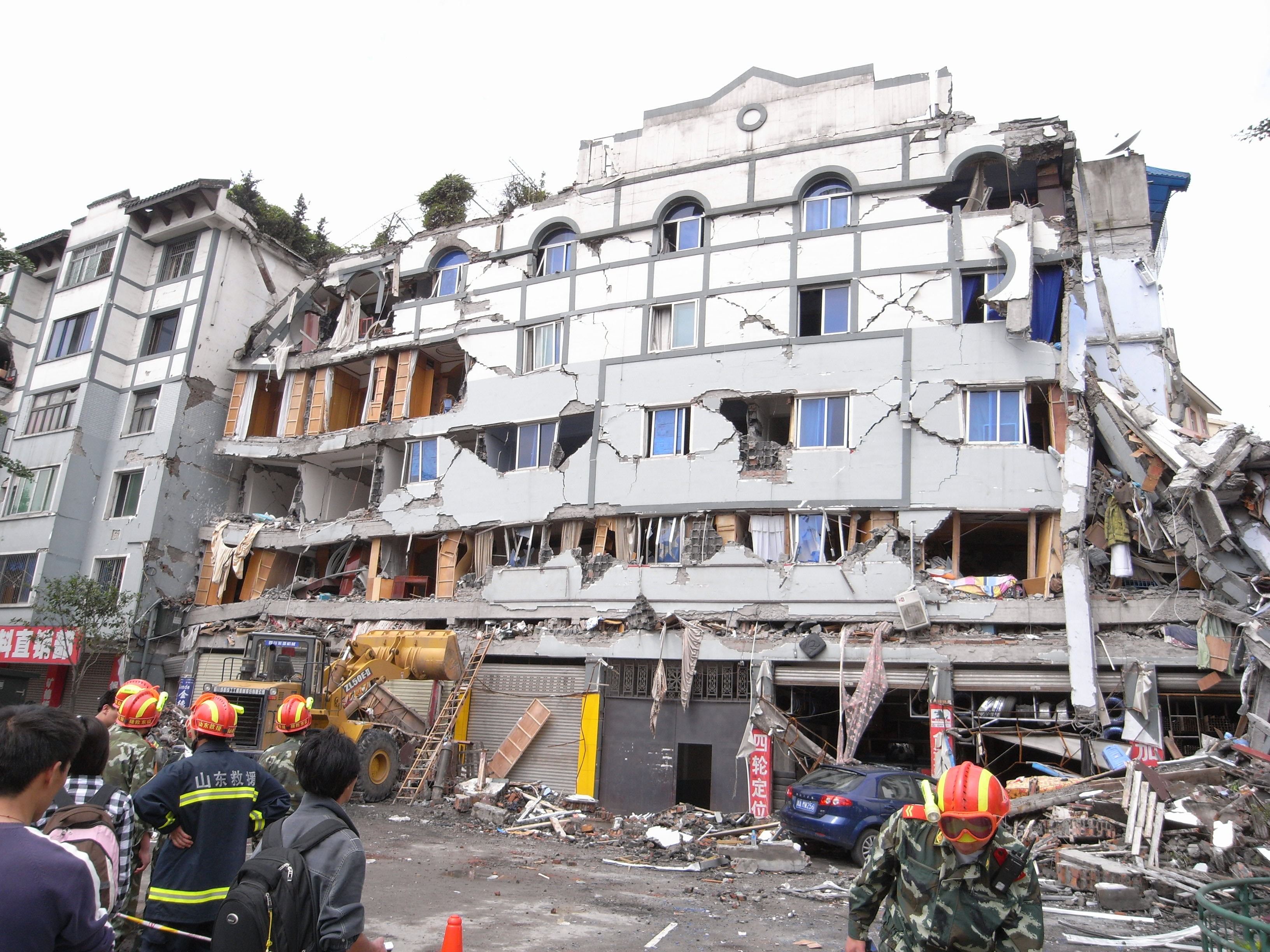
震後，一棟由當地政府於1999年興建來安置被拆遷居民的都江堰雲海汽修廠大樓，二樓佈滿細縫。此時尚有孕婦及老婦困於其中，也有多人已遭落下的建築材料砸死，攝於2008年5月14日。

地震发生后24小時，中国公安部指挥中心未接报重大刑事案件。震后数天，出现了災民搶掠救援物資及商店，災民搶掠過程起爭執而打鬥，或搶掠物資再出售圖利；亦有黑心商人伺机抬高物價。此外，警方偵破一些诈骗案件，包括部分黑客入侵部分中國紅十字會网站篡改捐款账号；或谎称求助，进行短信诈骗。而在灾区，有人口販子到災區拐賣嬰兒、有無良商人將劣質的黑心棉製成棉被并将其賣到災區醫院。
2008年5月21日，重災區德陽市大規模騷亂，數千憤怒的民眾懷疑有人侵吞轉賣賑災物資而進行抗議，最後演變成流血衝突。而灾区亦出现言论冲突，比如优先撤离台湾同胞引发受困九寨沟九黄机场的中國大陸遊客拦阻登机舱口而冲突。此外，《纽约时报》等媒体报道有大量孕妇在震后流产，居民怀疑流产是临时居住屋的建材中甲醛超标所引起，四川当地政府也禁止媒体报道相关事件。而这一事件也导致台湾八八水灾中佳冬乡的居民、乡长质疑中国大陆捐助的组合屋的品質问题，一度表示拒收。

### 学校倒塌

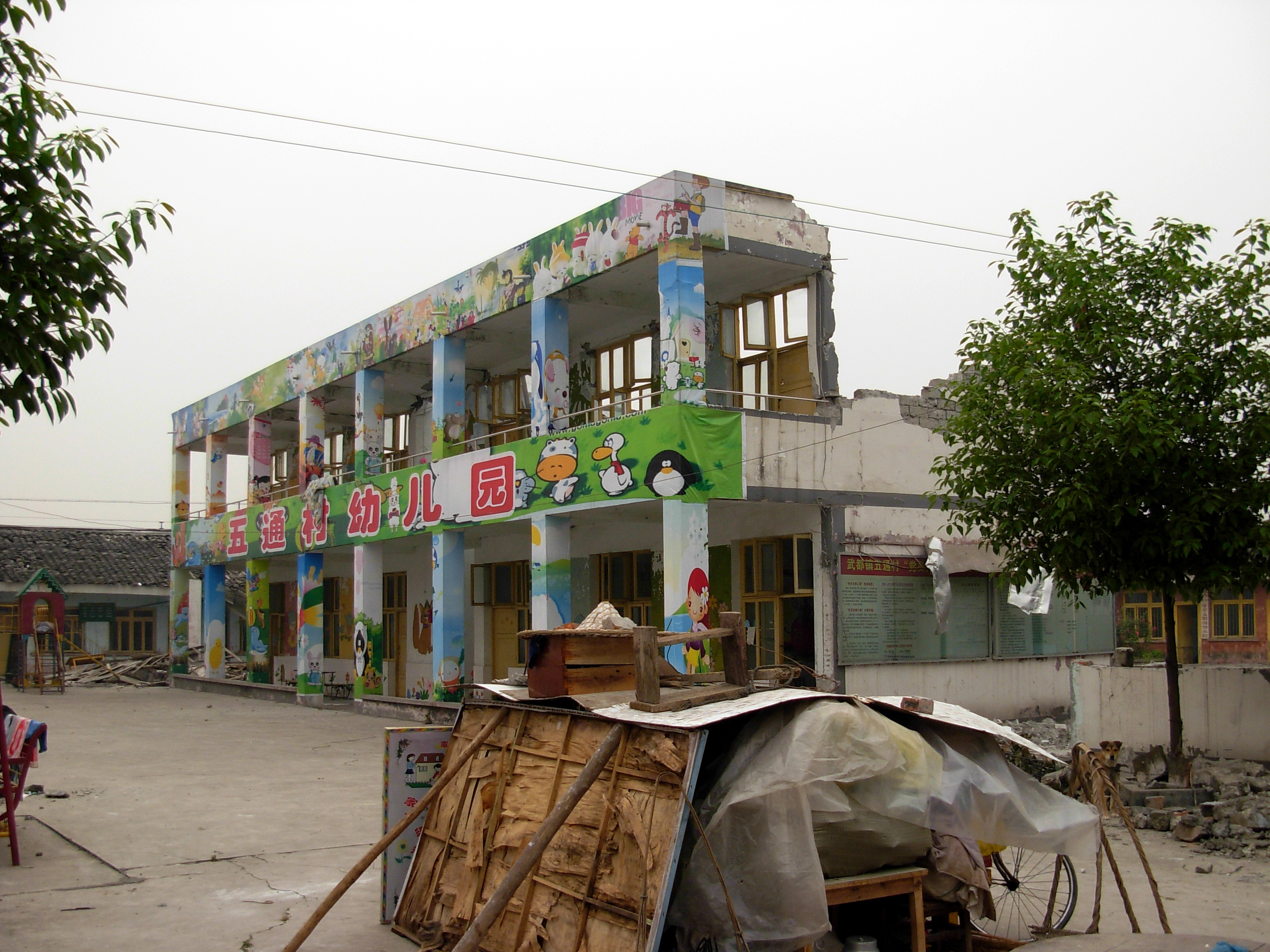
毁于地震的四川江油五通村幼儿园，其校舍建筑质量招致广泛质疑，攝於2008年5月17日。

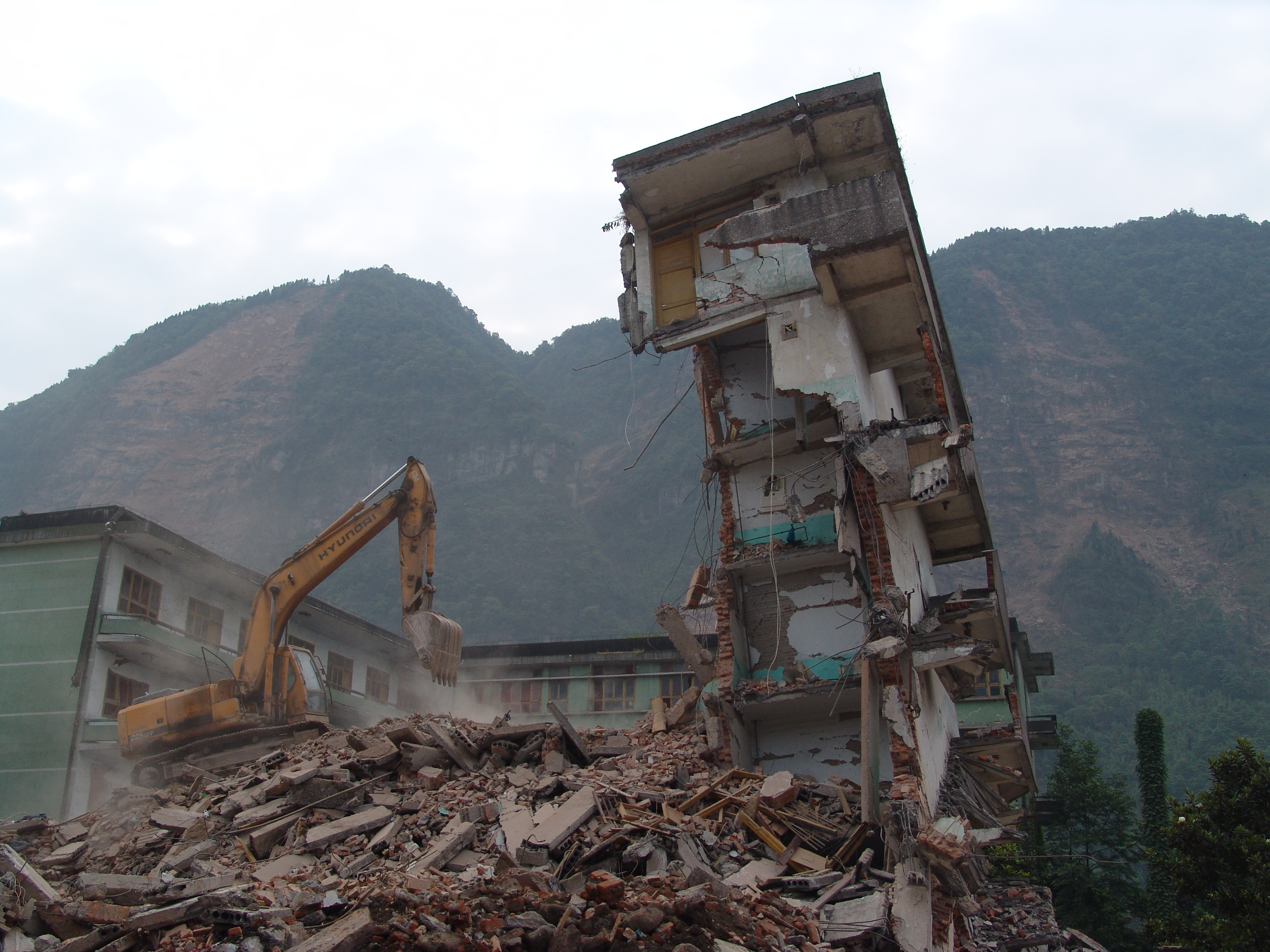
推土机正在推平一座倒塌的居民楼，摄于2008年5月19日。

地震造成約21.6万间房屋倒塌，其中包括6,898间校舍，當中仍未包括汶川、北川等重灾区。地震發生時正值上課時間，其中绝大多数教师都在指挥学生疏散，包括谭千秋、苟晓超、张米亚等教师在保护学生疏散中被埋去世；而丢下学生率先撤退、且事后发文自称无过的范美忠则成为民间口诛笔伐的对象，该事件亦促使中国教育部在新版《中小学教师职业道德规范》中明确写入“保护学生安全”。不过，在2010年，有关谭千秋“保护学生”的报道被指有假。
學校校舍品質問題受到輿論強烈關注。其中香港学者在考察綿竹市五福鎮富新小學及都江堰聚源中學后指出校舍结构松散，抗震能力极差；住建部亦承認不排除有偷工減料，而日本地震學者亦認為中国建筑抗震标准偏低、中国一般建筑物的支柱较细、混凝土质量较差、钢筋数量较少、建筑技术过旧。5月26日，教育部发言人分析校舍倒塌原因，是非常复杂的，有各种原因。5月28日，四川省教育厅将倒塌原因归纳为以下几点：1，地震首先是超过了预计强度,学校校舍抗震难以抵御如此强烈的地震。2，灾情发生在上课期间，集体伤亡人数比较多。3，学生上课时集中在教室，楼面负荷大，疏散时又集中在楼梯间，比较薄弱的，所以造成了一定的损害。4，校舍建筑时间比较长，校舍陈旧落后。5，建筑在抗震方面本身就存在着设计方面的先天性缺陷。因为教育厅非专业建筑机构，此结论引起质疑。清华大学、西南交通大学、北京交通大学震害调查组撰写的《汶川地震建筑震害分析》论文报告，指出地震校舍损毁严重不是地震设防目标和手段的问题，问题在于设防目标和手段在具体地区的应用，受国情国力限制，很多地区的设防烈度实际上偏低0.5度-1度，应该+1.5度甚至2度。倒塌原因是多方面的一是由于教室开间大墙少抗震能力比较差，二是和建设年代有关。此外，工程质量也被认为是影响因素之一。
随后中国政府在重建中提出“8級抗震、9度設防”的新标准，要求新建筑抗震级为8级、烈度为9度的地震，但仍有大量按新标准修建的学校建筑在之后的2013年芦山地震中倒塌，引发建筑质量的质疑。2008年5月25日，綿竹市因地震失去子女的五福镇富新二小學生家長遊行抗議學校豆腐渣工程。同年6月3日，上百名都江堰死难学生的家长到当地法院外示威控訴校舍品質問題並要求法院接受訴訟，但受警方阻挠并架走。公安稱法院不會受理有關訴訟，並扣留兩名日本共同社記者一小時和阻止美聯社記者採訪。

### 文化与古迹
汶川大地震使四川各地的少數民族文物和文化遺產遭到了不同程度的破壞，其中北川等地的少數民族聚居區受災情況嚴重。文化遺産在地震災區當地特別密集，僅成都、綿陽、阿壩、德陽四個地區的39個縣、市，就有1處世界文化遺產（四川大熊貓棲息地）、49處全國重點文物保護單位；還有大量藏羌碉樓，已被列入申報世界文化遺産的預備名單。各級文物保護單位共958處，都在地震時遭到一定損害。此外，少数民族文化中羌族文化在地震中受灾严重。北川羌族自治縣內的羌族人死亡與失蹤人口達19,000多人，占總人口的五分之一，97%以上的羌族民居倒塌。而羌族碉楼、村寨等特色文物建筑，以及羌族民族刺繡、羌笛等非物质文化遗产的记录传承，也都遭到一定破坏。汶川縣雁門鄉有四千多年歷史的古蹟遺址蘿蔔寨，在地震中被夷為平地。
在地震中，四川省文物考古研究院办公大楼受损较严重，部分文物标本受损；三星堆工作站房屋围墙受损；成都市文物考古研究所整理基地有少量陶器受损；古蜀船棺遗址附近的一座大楼开裂；金沙遗址博物馆成为避难场所，文物紧急撤展并移存；重庆市文物考古研究所周转库房围墙垮塌；陕西省考古研究所库房有9件陶器出现裂碎、1件三彩器跌落受损；甘肃省文物考古研究所礼县考古工地有7件陶器受损；世界遗产之一的都江堰水利工程虽位于震中，却基本无恙，但由后人修建、为纪念李冰父子的二王庙在地震中损毁严重，后被国家文物局列为“灾后重建1号工程”进行重建。此外，明末所建的閬中白塔被地震攔腰截斷，12層的閬中白塔震垮6層；其他古迹包括彭州領報修院，綿竹劍南春「天益老號」酒坊遺址古建築、理縣桃枰羌寨、江油市李白故里、李白纪念馆、窦团山、安縣文星塔、青城山普照寺等遭受严重损毁。

### 衛生与污染

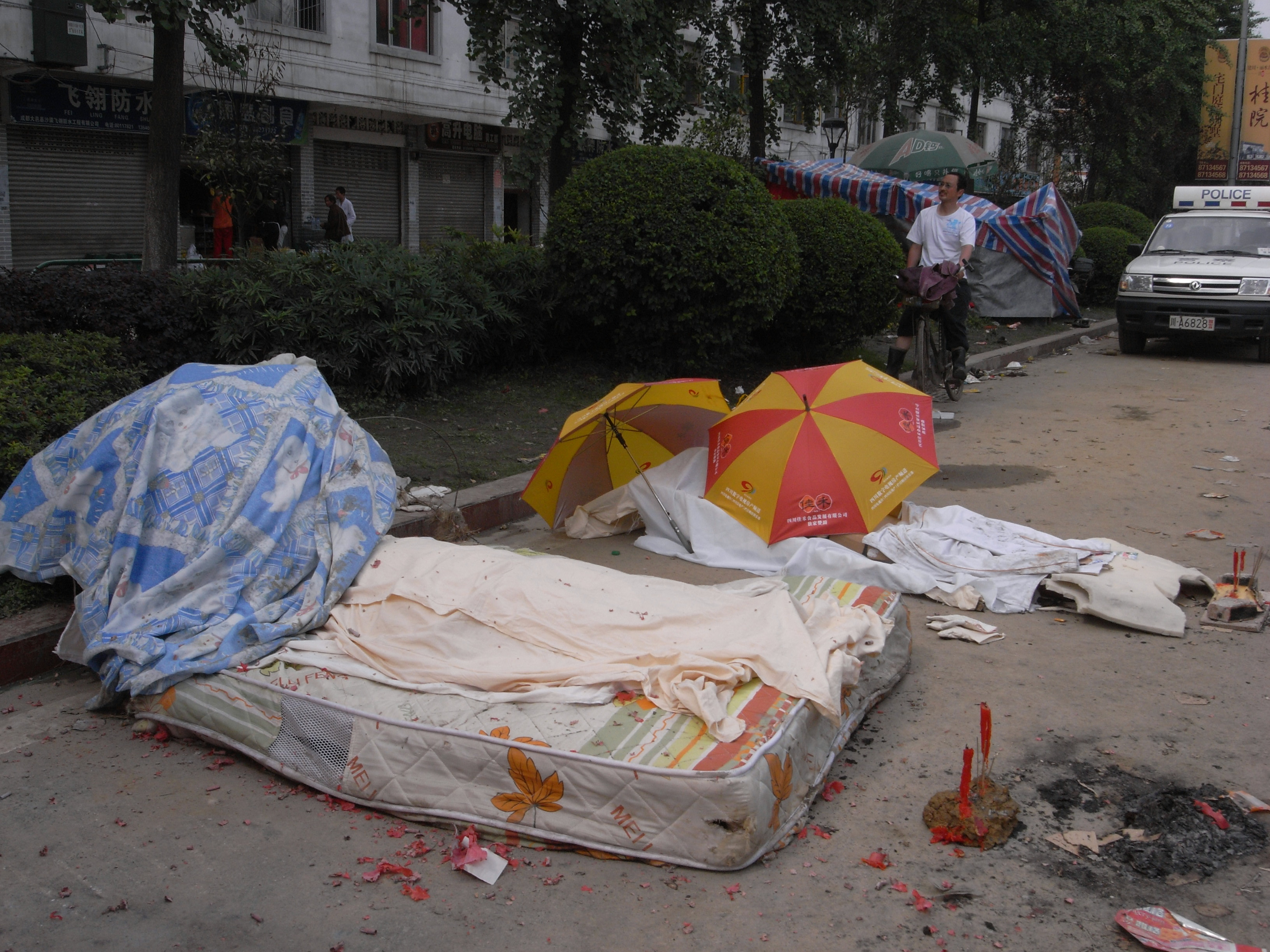
照片为先安放於四川省都江堰市街边的大量尸骸。由于挖掘出來的屍體過多，但又缺乏足夠的人手能夠处理或者將遺體移往他處，這類尸骸遍地的情况在震后各地随处可见，攝於2008年5月14日。

四川疾控中心救援人員指出災區的衛生問題惡劣，主要由於乾淨水源的缺乏，以致災民隨處便溺，垃圾亦四處可見。此外，由於傷亡慘重、屍橫遍野，為阻絕衛生問題進一步惡化以及避免出現疫病，災後不少地區需大量火化屍體，工作人員不時在火葬場範圍噴灑消毒藥水清潔，死者家屬到場認屍後亦僅可以進行簡單的祭念儀式。單計德陽市在災情嚴重的日子內每天就需火化超過1,000具屍體。
此外，火災、毒氣洩漏和水污染都是四川大地震後可能發生的環境問題。雖然政府已經發出通知要求災區的所有化工企業停產，但國際環保組織綠色和平發現仍然有部分小型化工廠違反政府指令偷偷開工，造成很大的環境問題，比如在綿陽市安縣發現大量露天堆放的泥磷，嚴重威脅當地及下游居民的生命安全。

### 通讯
地震后，四川、甘肃和陕西三省公众通信网络基础设施受到了严重破坏。前期应急通信工作主要由卫星电话与四川省业余无线电爱好者协会使用业余业务短波电台（使用呼号BY8AA）、超短波电台负责。其中中國移動四川公司有3個交換機發生擁塞，2300多個基站因斷電、傳輸中斷等原因退出服務。因通訊聯絡急劇增多，四川當地長途話務量上升到日常的10倍以上，而手機接通率下降到只有日常平均值的一半左右。
而中國聯通方面，四川阿壩地區網絡約200個基站癱瘓；成都市通信網絡基本正常，但由於網絡繁忙，語音是平時的7倍，短信是平時的2倍，造成擁塞，短信通信遲緩。截至2008年5月13日晚19时，四川移动全省范围内已经有1400余个基站抢修成功，2053个基站尚待维修，但全省电话接通率已达90%以上。此后，中国联通、中国网通等公司纷纷派遣抢救队进行抢修并运输海事卫星，灾区与外界的通讯陆续恢复。

### 交通

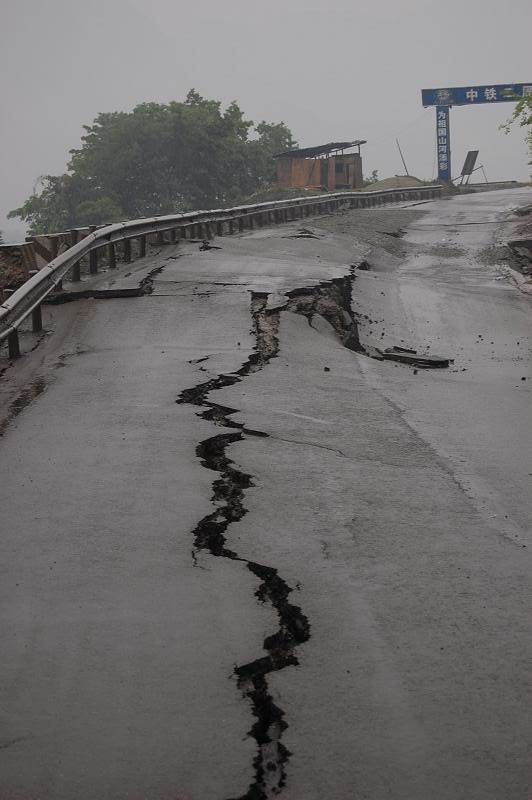
汶川大地震造成的四川省都江堰各地道路嚴重损毁，攝於2008年5月13日

航空方面，2008年5月12日，成都雙流國際機場在地震发生後随即關閉，當日所有前往成都的航班被取消，受到影響的航班全部被轉往重慶江北國際機場。21时45分，双流机场恢复单向开放。5月13日0時23分，雙流機場恢复双向开放。
鐵路方面，宝成铁路、成昆铁路及相關支線線路多處塌方。铁道部表示，受地震影响，有三十一列客车、一百四十九列货车在途滞留。其中宝成线徽縣至虞關段109号隧道山体塌方最为严重，导致21043次货物列车在隧道内脱轨，包括12节油罐车在内的货车起火燃烧。宝成线因此从2008年5月12日起中断行车，经过抢修，直至5月24日得以恢复。
公路方面，地震及其引发的滑坡、崩塌等次生灾害，致使灾区公路及其基础设施损毁严重、损失巨大。21条建成的高速公路、5条在建的高速公路不同程度受损，5条国道、11条省道受损严重，损毁农村公路24,103公里。震后第二日，303省道、210省道、310省道、316国道、318国道等得以修复，交通系统从东、西、南、北四方全力抢通前往汶川的公路。

### 金融与工业

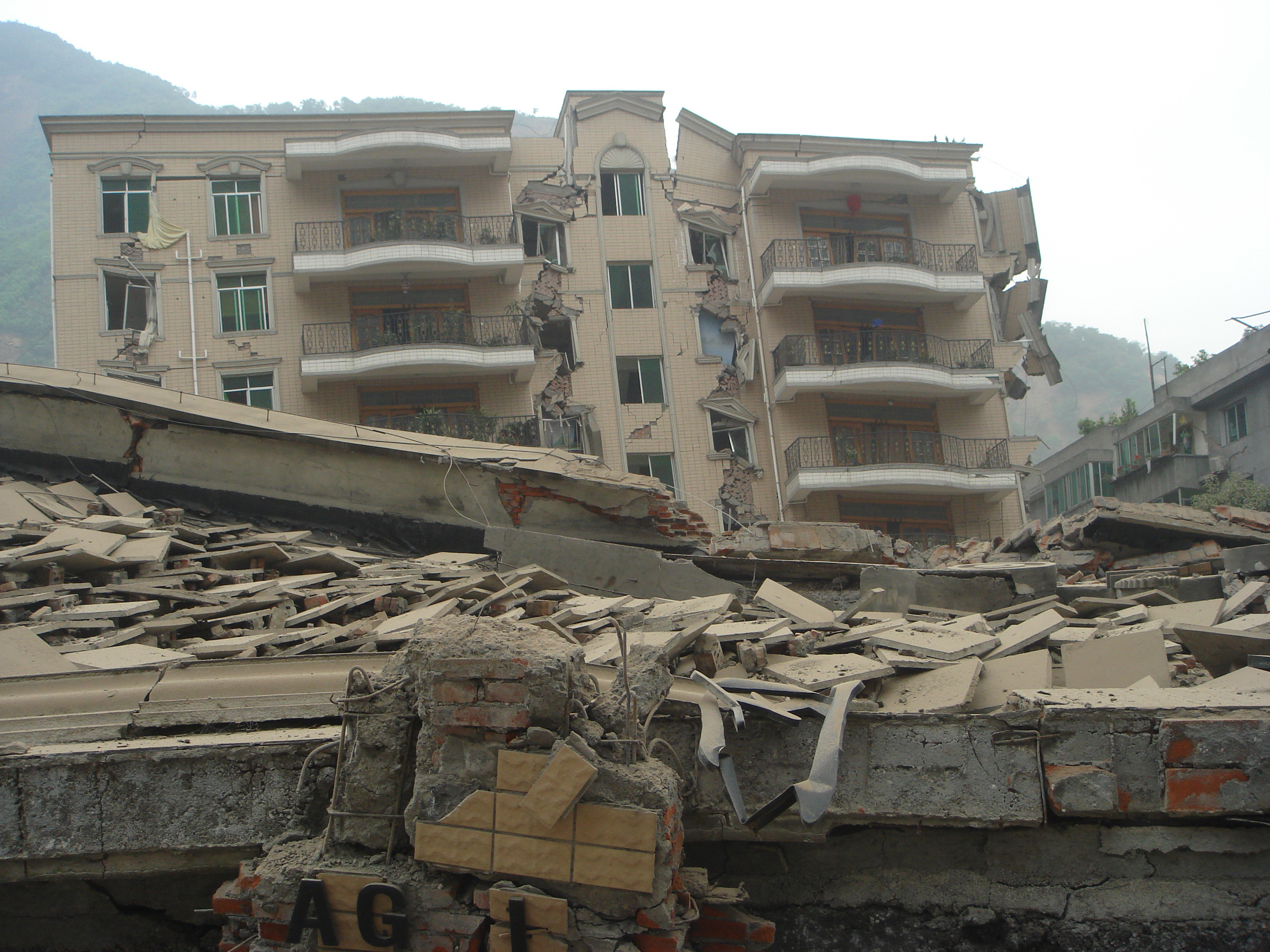
地震后的农业发展银行北川县支行的行政與住宿大樓，攝於2008年5月16日。值得注意的是，有一名女孩在廢墟活埋102小時（將近4天又6小時）後成功获救。

由于地震的影响，上海证券交易所和深圳证券交易所由于无法与四川、重庆的上市公司取得联系，决定对两地的66家上市公司实施停牌。而沪、深两市均未受太大影响，由于股民的强烈支持，复牌后川、渝板块股票多只涨停。银行结算方面，外汇交易网络总体正常。5月14日，四川省辖内37个直接参与支付清算系统交易的商业银行中，已有36个可正常登录系统办理业务。而保险业方面，由于投保额和投保率较低，汶川大地震之后，灾区获得来自保险业的赔付仅有18.06亿元；保监会据此呼吁建立巨灾风险管理制度。截止至2010年3月，银监会引导银行业累计为汶川灾区发放重建贷款4,200多亿元。

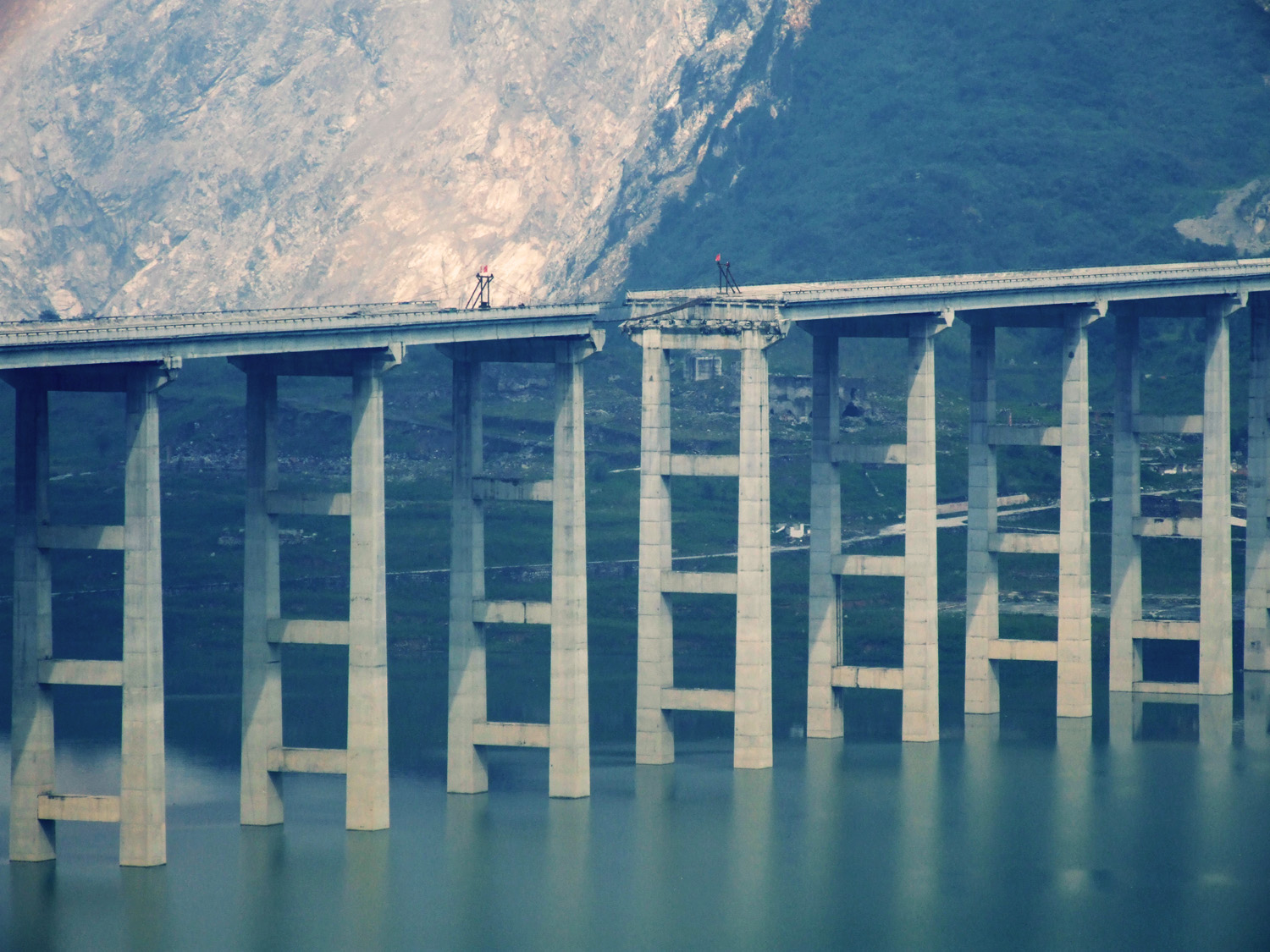
都汶高速公路的庙子坪大桥的桥梁因地震而坠入水库中。

工业方面，四川、甘肃、陕西省受灾工业企业达17,923家，直接经济损失1,048.7亿元，其他经济损失约830亿元。四川省受灾工业企业16,280家，直接经济损失997.8亿元；39个重灾县工业企业直接经济损失934亿元，占全省的93.6%；重灾企业2,945家，需异地重建企业847家。甘肃省受灾工业企业761家，直接经济损失31亿元，8个重灾县工业企业直接经济损失21.1亿元。陕西省受灾工业企业785家，直接经济损失19.9亿元，4个重灾县工业企业直接经济损失6.7亿元。其中，东方汽轮机、蓝星机械等重点装备制造企业受损严重，直接经济损失超过130亿元。成都、德阳、绵阳、广元的电子信息产业规模四川省的80%左右，全行业直接经济损失约43亿元，长虹、九洲集团损失惨重。磷化工基地中，60%以上的磷矿损毁，近90家磷矿和磷化工企业受损，宏达集团、龙蟒集团、蓥峰实业等3支骨干企业直接损失36亿元。四川长钢、阿坝铝厂损失分别达3.5亿元、5亿元。陕西有色集团、略阳钢铁受损较大。剑南春集团固定资产损失8.2亿元，原酒损失9.6亿元。阿坝制药厂全部毁损，财产损失2.3亿元。此外，什邡、绵竹、北川、汶川、平武等重灾区工业基础设施基本全部摧毁，四川灾区44个工业园区、42个小企业创业基地和陕西5个县域工业园区基础设施均遭到不同程度损坏。

### 心理
尽管地震发生后的救援行动中出现的譬如“可乐男孩”、“猪坚强”等事迹反映了灾区民众的坚强与乐观一面，然而更多的心理问题与自杀案件反映出地震后的负面影响。2008年10月3日，因丧子之痛加上高度工作压力，北川县农办主任董玉飞在自己寓所内自杀；2009年4月20日，北川县宣传部副部长冯翔在寓所自杀。此外，都江堰市、安县、绵阳市、平武县等接连发生民众自杀，这些事件引起民间及官方对于灾后心理干预及援助重视及行动。

### 高考
由於地震正值高考前夕，四川省人民政府宣布成都（仅所辖之都江堰和彭州）、德阳、绵阳、广元、雅安、阿坝州等六个重灾區下的40个县市延期举行2008年高考；并免收大學孤殘學生學費及提供生活费，並讓學生免费就读中等职业学校。因为地震灾害严重，包括汶川等地的考生最终到成都等地异地参加高考；而2008年高考中全国有六地的语文试卷作文题目与汶川大地震相关。

### 維權与诉讼

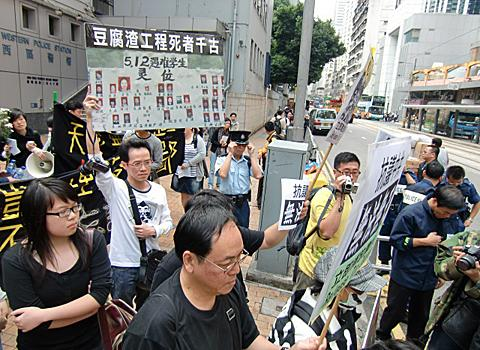
香港市民抗议四川校舍豆腐渣工程及维权人士谭作人遭到中國政府判刑，主動發起遊行展開聲援，遊行最後抵達中聯辦示威抗議

汶川地震后，中国公民张晓辉起诉地震局发布虚假信息、隐瞒地震预测，而因非具体行政行为为由被拒绝受理。此外，异见人士黃琦由于幫助四川大地震死難者家長调查，于2009年11月23日被法院以“非法持有国家机密文件罪”宣判，判处有期徒刑三年。而南京师范大学副教授郭泉撰文批評四川災區學校「豆腐渣工程」﹐亦被控「顛覆國家政權罪」，被判处有期徒刑十年。另外，四川作家譚作人（属于争议人物，后因牵扯天安门六四事件而被判入狱，于2014年刑满释放）亦在汶川地震後致力於調查災區學校豆腐渣工程，並搜集川震遇難學生名單。此外，原定于2010年3月1日在成都举行的民间问责中国地震局研讨会，其会场被警方毁坏。

### 捐款爭議
2023年5月，正值汶川大地震15週年，中國大陸媒體發布世界各地的地震捐款排行榜，完全沒有提到中國大陸境外捐款最多的香港，以及捐款數字名列前茅的台灣和澳門。有網民在微博上分享香港曾捐款200多億元人民幣的舊新聞時，反而遭到舉報發布不實信息，被罰禁言7天。有香港時事評論員認為，此舉只會令官方造成的兩岸四地隔閡的關係進一步疏離。在台灣，有媒體表示中共近年增加對台灣部署飛彈密度，並擴大軍機侵入台灣領空次數，是「以怨報德」的行為。

## 救援

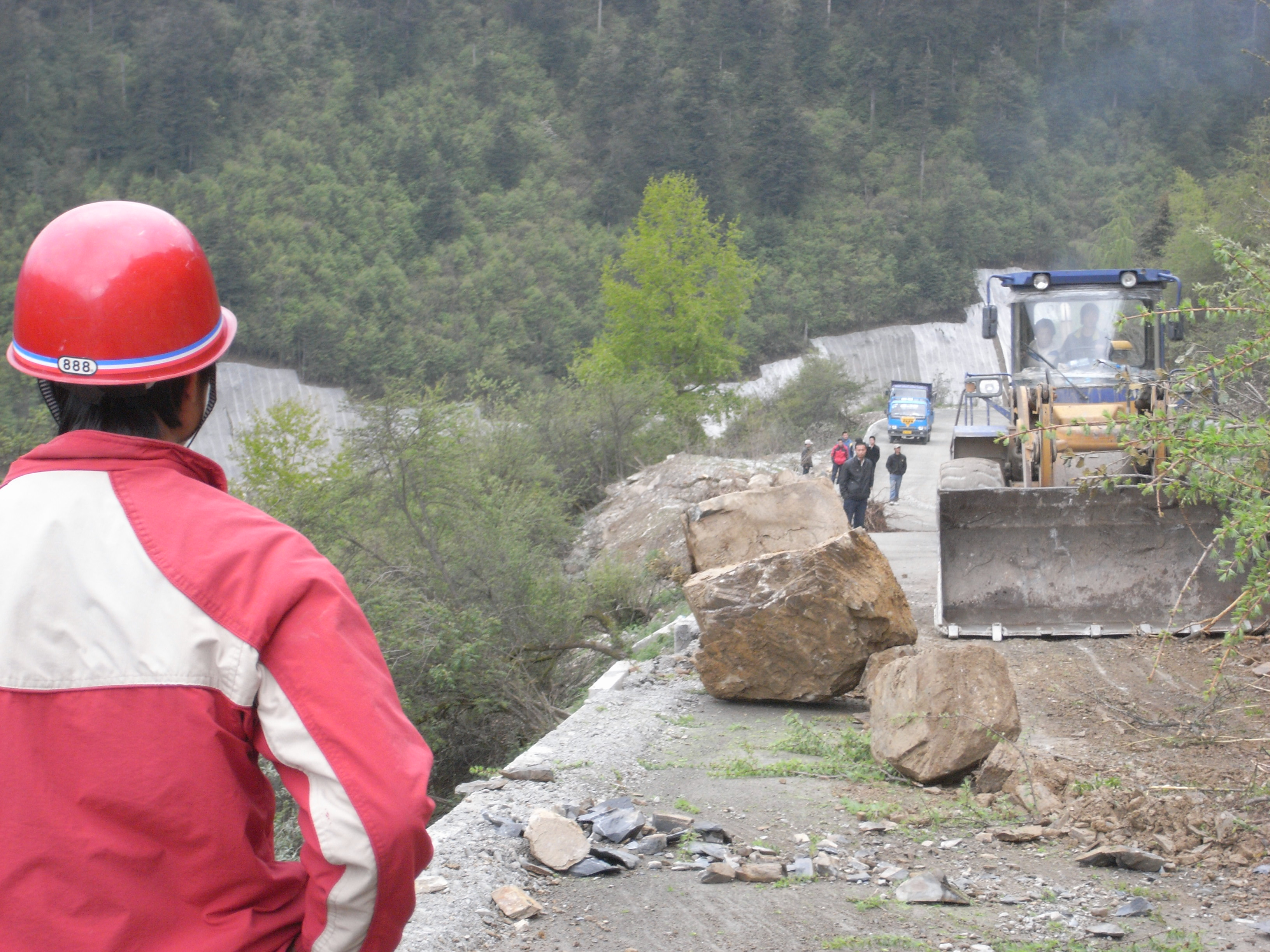
由于持续的大雨导致了山体滑坡等灾害，救援人员进入灾区时受阻

由于地震发生突然、加之通往震中等地的交通堵塞，当地政府及民众首先采取一定的抗震自救行动。地震後，中華人民共和國發動自和平時代以來最龐大的救援行動，派出逾十萬軍人、調動全國各地的救援队伍，亦協調來自全球各地的救援队伍。截至2008年9月25日12时，抢险救灾人员已累计解救和转移1,486,407人；因地震受伤住院治疗累计96,544人，已出院93,597人，仍有272人住院，其中四川转外省市伤员仍住院106人，共救治伤病员4,305,820人次。外地向灾区调运的救灾帐篷共计157.97万顶、被子486.69万床、衣物1,410.13万件、燃油414.6万吨、煤炭885.8万吨。

### 政府
在整個救災工作，中華人民共和國中央政府一直扮演主導角色，多位最高層領導先後到達災區指挥，公安、交通、電訊、地震、民政各部均被調度管理救災工作。當地震發生1小时27分钟后，中共中央政治局常委、國務院總理温家宝赶赴灾区，晚上抵達都江堰到指揮中心指揮救援工作，並接連下達救災命令。2008年5月16日，中共中央總書記、國家主席、中央軍委主席胡錦濤亦飛抵四川視察。
2008年5月12日，总理温家宝赴灾区救援时，时任军委副主席郭伯雄在四川私设军队抗震指挥部，拒绝听从抗灾总指挥温家宝的命令。据2015年5月2日大陆《中国企业家》杂志在《总理们痛批过哪些事》一文中披露，温家宝在汶川地震时要调军队进灾区救灾，但军队不听指挥，温表示“我就一句话，是人民在养你们，你们自己看着办”。

2008年12月9日，时任中国人民解放军总参谋长陈炳德在新华网撰文《忆汶川大地震救灾的日子》。许多海外评论认为陈总参谋长在这篇文章中披露，震发72小时黄金时间内，胡、温无法调动军队赴灾区进行救援，因为军方一切行动要经过“军委首长”——江泽民的批准。
全国各地消防救援人员和武警由公安部协调，各派遣人员奔赴灾区投入救灾工作。单在14日凌晨，北京、上海、山东等20个公安消防总队已派出11,000多人参与救援。22日，已有5.2万民警在四川、甘肃、陕西等地一线参与抢险救灾。同时卫生部组织24个省区约2,000人的医疗防疫队伍。工业和信息化部指挥运营商调拨卫星电话紧急恢复通讯。中国无线电协会业余无线电分会于5月12日17时发布了名为《协会总部号召全体HAM参与抗震应急通信》的通知，要求全国所有的业余无线电爱好者承担应急通信任务。交通运输部负责协调抢修公路。铁道部下令全国铁路迅入应急状态，确保铁路运输安全畅通。至于海外救灾协调，则由外交部处理。水利部则肩负供水、防洪等设施安全。环保部启动核与辐射及水污染防治应急预案。科技部下属国家遥感中心则要向减灾委提供卫星监测资料，并派出遥感飞机赴灾区勘查。农业部集中力量指导开展农业抗震救灾，并强调早着手准备灾后重建。商务部则负责监察灾区市场情况，保障生活必需品及救灾物资供应。中国人民银行要求全力维护支付系统、国库系统的正常运行，并要求各级分支机构对救灾款项随到随办。
对于政府的救援，媒体和民间多持肯定态度。联合国秘书长潘基文高度赞扬中華人民共和国政府的救援工作，称其“迅速”、“有效”。欧洲议会、非洲联盟、亚洲开发银行行长黑田东彦、時任英国首相戈登·布朗等也赞扬了中華人民共和国的救援努力。红十字会与红新月会国际联合会驻北京的工作人员弗朗西斯·马库斯（Francis Marcus）称赞“中国政府反应迅速有效”，但又说因为灾难规模巨大，“中国政府没办法处理到每个细节。”

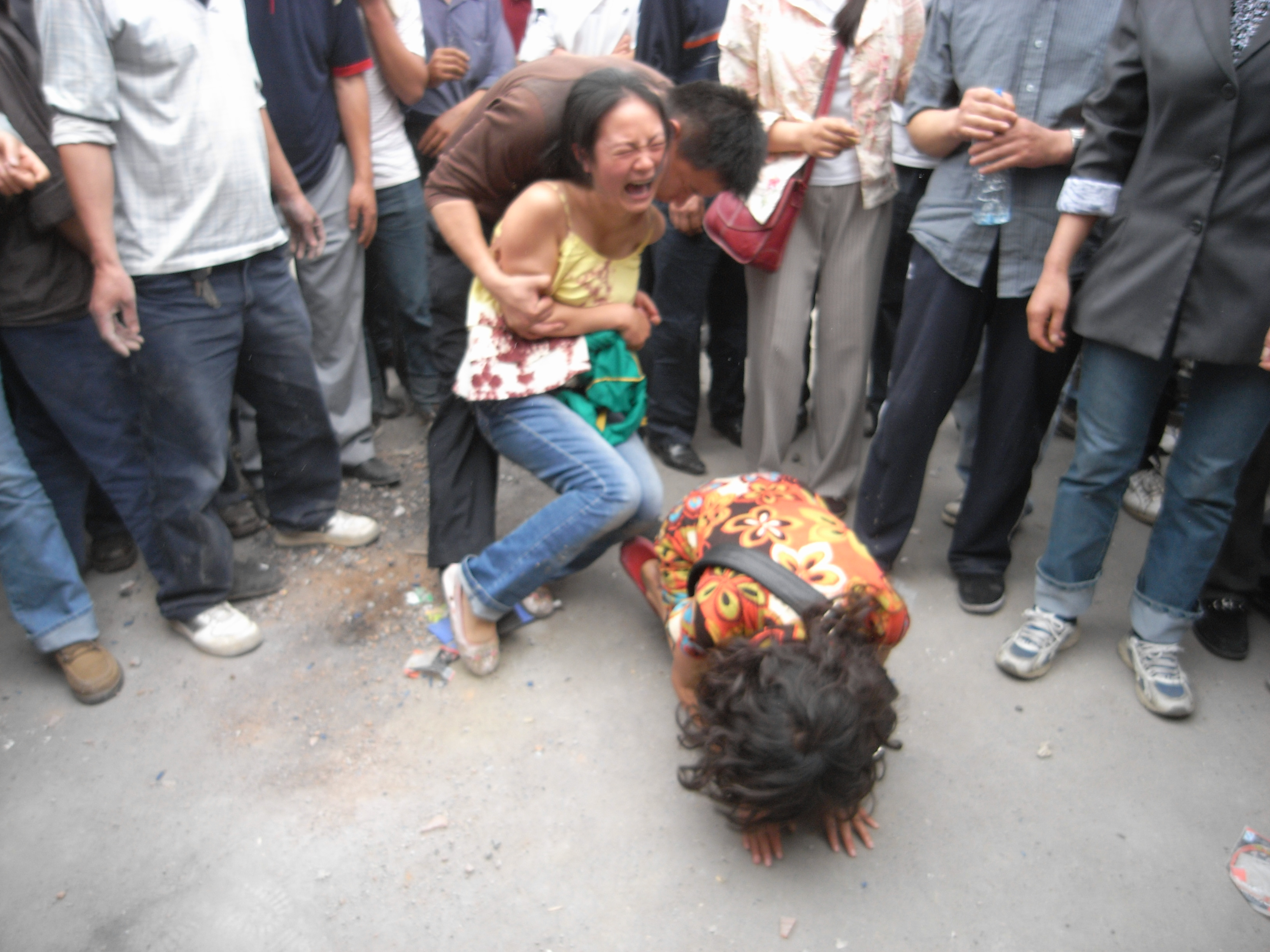
中国四川省都江堰两名汶川大地震遇难者家属跪求消防队员协助救出瓦砾堆下的父亲，尽管消防员早已不能探测到她们父亲有任何生命迹象，最后消防队员仍挖掘出这名父亲的遗骸，摄于2008年5月14日

此外，包括《中央社》、BBC、路透社等很多境外、国际媒体对中华人民共和国政府此次的救灾行动表示肯定。《经济学人》、BBC、联合早报等媒体也将中華人民共和国政府对汶川地震的表现与缅甸政府对纳尔吉斯飓风的缓慢反应的悬殊差别做了对比，并称赞中国政府行动的果断和开放性。香港中文大学香港亚太研究所通过电话访问香港市民，其中有85.1%满意中華人民共和国政府的表现，有88.7%满意解放军在救灾上的表现。
亦有境外媒体注意到，中華人民共和国政府在这次救援活动中的表现也有受到批评的地方。部分境外媒体报道部分灾民对救援活动不满，比如救灾中存在消极救援、当地政府谎报灾情延误救援。该地震暴露出政府专业救援人员和专业设备不足的问题。此外，中華人民共和国一开始婉拒境外专业救援队的表态也得到不同程度的批评。自2008年5月14日至27日为止，四川省人民政府已接获群众对救灾不满的投诉信件2,233封，电话投诉2,101宗，互联网投诉132宗。其中共有6名官员干部因抗灾不力被免职。此外部分地方官员倒卖救灾物资的行为也被揭发，中央纪律委员会工作组赴四川调查监督救灾物资运行，中央政府亦呼吁传媒检举。截至2008年11月底，中国国家审计署共接到群众举报1,962件。审计机关移送给纪检、监察和司法部门的案件146起，涉案人员162人。
然而据新华社头条“汶川大地震72小时：时间就是生命”透露的信息，震后72小时黄金时间内因地面行进受阻，共出动救灾飞机只有29架（包含20架直升飞机）。整整三天进入震中汶川的救援部队不到1,000人，并且中共拒绝国际救援队支援。一位贵州记者表示这次救灾行动贻误了72小时黄金时段，震后长达20个小时未能与灾害中心取得联系，两天未能进入灾害现场。而灾害中心距成都只有100多公里。到第二天傍晚才派出四架飞机却无功而返，理由是下雨。

### 军队

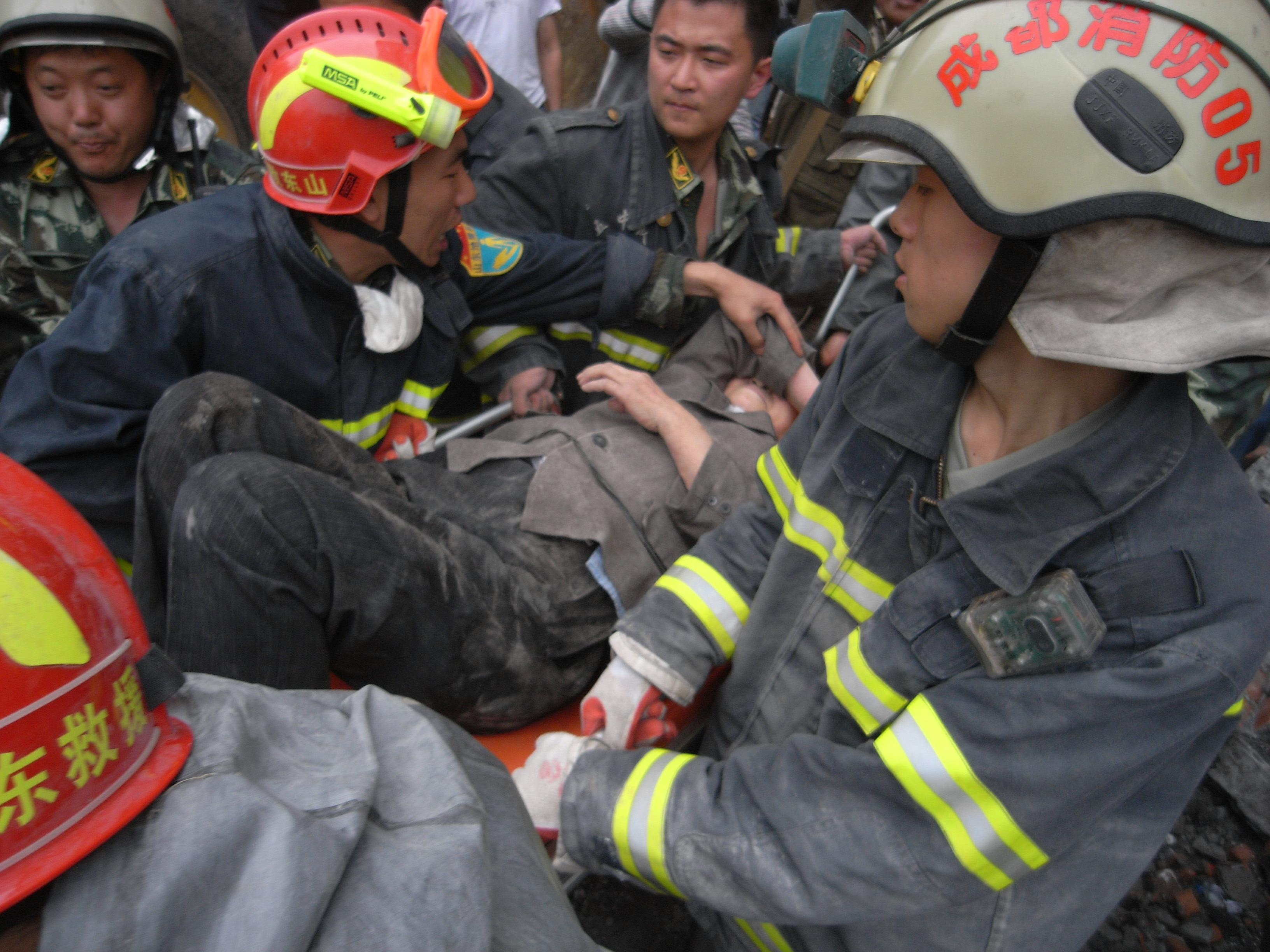
都江堰一名老妇在汶川大地震中受困50小时后，成功被消防人员发现并救出，摄于2008年5月14日。

中国人民解放军和中国人民武装警察部队在地震后紧急启动应急措施。13日军队抗震救灾领导小组在北京成立，指挥解放军和武警参加抗震救灾工作。当日中午，解放军第13集团军第149山地师率首批22人突击队强行军进入震中地区汶川映秀镇；当日傍晚，武警第38师参谋长王毅率200名先遣队员昼夜兼程徒步进入汶川县城救灾。
然而由于通往汶川的道路完全中断，大批救援部队未能进入震中，军方一直计划使用空降兵，几经天气延误，解放军只能在2008年5月13日将11,420名官兵空运到成都附近，创下解放军军史和中国航空史上单日出动飞机最多、投送兵力最多的纪录。14日中午，15名伞兵请命空降，在无地面引导、能见度差、地面山川河流纵横的地区，从近5,000米高空中空降茂县，随后建立联络机构。
截至2008年5月18日12时，军方及武警共出动113,080人，来自五个军区、涉及20余个兵种；出动各型飞机1,069架次，开出军列92列，动用各种运输、后勤保障设备11万台。从废墟中挖掘被埋人员21,566名，救治受伤人员34,051名，转移安置受灾群众和游客205,371名；调运各类物资7.8万多吨；抢修道路557公里。基于救灾需要，总参谋部按照应急预案，首次无偿征用了国内民航公司的12架民用客机，以弥补军队运力的不足。总共参与地震救援行动的军队人数为14.6万名，其涉及地域、动用力量等，都创下了中国人民解放军和武装警察部队抗灾历史纪录，军队在地震中的表现得到各界的赞许。
然而在地震的救援中发生了意外事件。5月31日14时56分，一架成都军区的米-171直升机在汶川县映秀镇附近失事坠毁，机上有5名机组人员、13名群众及其他人员。6月10日上午失事飞机在映秀镇附近的深山峡谷密林中找到，机上人员全部罹难。

### 境外

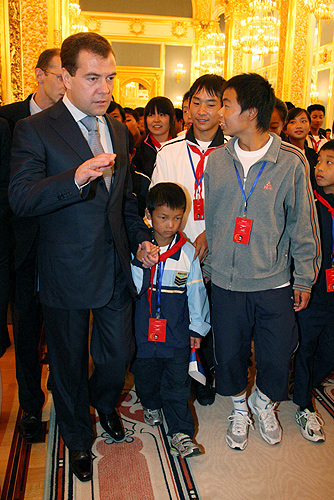
时任俄罗斯总统梅德韦杰夫在莫斯科克里姆林宫接见灾区学生代表，摄于2008年7月30日。

汶川地震同时牵动全球为中国大陸捐款援助，捐款总额不但创下纪录，也是中华人民共和国历史上第一次有大陆境外专业救援人员参与救灾。香港先后派出香港消防处特种救援队、食物环境卫生署及政府飞行服务队等前往绵竹汉旺镇及映秀。5月16日，更多救援队伍获中華人民共和国政府批准进入灾区。其中中華民國紅十字會救援隊共22人，於16日15點登上專機，19點抵達成都；新加坡派出55人的救援队；韩国派出44人组成的救援队抵达什邡市；俄罗斯亦有共50人赶往绵竹市，随后俄罗斯又在成都成立战地移动医院；而日本在提供救援物资时曾提出以军用运输机运送后来未取得中華人民共和国同意而取消，其首批近60名救援人员亦抵达青川县展开救援；德国红十字会提供的一所总价值约120万欧元的流动医院5月22日在德国柏林肖纳菲尔德机场启运，次日上午运抵成都后转运到都江堰市，同时一个由医生、护士、医院管理人员和技术人员组成的11人德国救援专家队也分批抵达都江堰市；澳门在23日亦派出20名医护人员在成都应付医护不足。此外，印度尼西亚和巴基斯坦也各自派医疗救援队到达甘肃南部地震灾区。5月30日，正在对中国进行国事访问的时任韩国总统李明博在结束北京的访问后临时调整行程，在杨洁篪的陪同下前往都江堰市慰问，成为唯一一位进入灾区慰问的外国元首。5月29日，韩国空军三架C-130运输机将大批援救物资运抵成都:353-354。
在整个国际救援中，世界多国均曾利用军机运用物资进行赈灾。2008年5月18日，美国两架波音C-17环球霸王III分别从夏威夷和关岛载运了食品、发电机、毛毯和其他物品飞抵成都。5月22日，美国国际开发署提供的一批总价值81.5万美元的锯子、液压装置、混凝土切割机和人员救助设备等装备运抵成都。翌日，约旦空军亦用飞机把10吨物资运往灾区。日本政府曾计划使用自卫队飞机运送救援物资，但因中国大陸民间强烈反对，最终改派民用飞机。此外，俄罗斯邀请约1,000名中国地震灾区学生、儿童来俄疗养，其中第一批代表在克里姆林宫得到时任俄罗斯总统梅德韦杰夫的接见。

### 民众自发
中華人民共和国官方和民间广泛使用互联网帮助传递灾害信息，辅助援助和救灾。官方的新华网用在线论坛收集各地援助请求，发现救灾的盲点并且上报相关政府部门。得知救援直升机无法在汶川找到降落地点后，一名大学女生在网络上提议了一个适合降落的地点。该建议最终被救援军队采纳，让直升机第一次能降落汶川。各地的志愿者更创立网站，组织派遣整合志愿者力量。此外，谷歌中国应用Google地图、Google地球等软件，提供灾区亲友寻找、报平安的免费服务，而且联合了天涯虚拟社区、豆瓣、百度贴吧、新浪和网易的网站提供寻亲服务。
汶川大地震劫难，中国民众空前团结，国内国际非政府组织的联动回应之迅速也空前，来自全国各地的志愿者自发前往灾区。他们之中，大部分靠自己的力量来提供帮助，也有一些通过中国红十字会的协调来参与救援工作。但是，志愿者的工作也并不是非常理想，有媒体报导部分义工由于缺乏专业知识反而变成帮倒忙。此外，灾区也发生了志愿者与官员的冲突。比如5月20日下午，江油市长钢医院内，一志愿者不小心把消毒液洒到了四川省卫生厅官员的车内，车内的官员张建新则下车殴打志愿者。5月26日，四川省卫生厅厅长沈骥在四川省抗震救灾的情况通报新闻发布会上称该传言纯属谣言。而当天深夜的新华社消息，四川省卫生厅向记者通报：经调查确有此事，而且当事人张建新已公开写检讨并致歉。

### 企業

#### 三鹿奶粉
三鹿集团在汶川大地震時捐了值900万元的奶粉給災區孩子，至9月2008年中國奶製品污染事件爆發，僅能封存64包尚在災區倉庫的，其餘因分发过程仓促，未做领取登记，最终未能追踪去向。

### 捐款

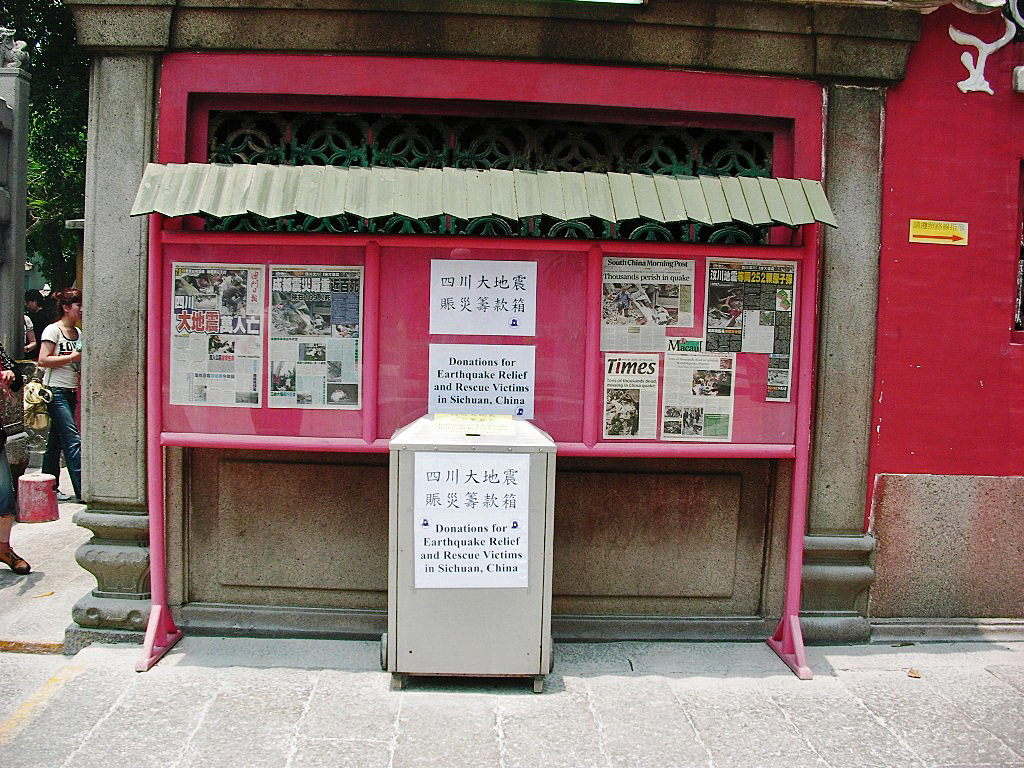
位于澳门的一个汶川大地震捐款箱

国内国外捐款极多。截至2009年4月30日，中国国内捐款总数达到了767.12亿元人民币（其中捐赠资金约659.96亿元，物资折合约107.16亿元）。4,550万名中国共产党党员交纳“特殊党费”97.3亿元，作重建资金。另据香港中文大学和中山大学研究报告估算，全国多个非公募基金会和在华国际组织自筹自支款物约10亿元。全国已为汶川地震灾区募集款物，超过了1996至2007年全国接收的救灾捐赠款物的总和，打破了中国賑災史纪录。截至2016年，捐款8成流入政府賬戶，其中500億去向不明。
境外湧躍捐款，其中香港大幅超出以往捐助大陸的量級，胡錦濤在北川縣時特別對香港記者說：「感謝香港同胞對內地抗震救災的支援，這體現了我們血濃於水的同胞之情，請你向廣大的香港同胞轉達我的謝意。」中央政府駐港聯絡辦亦發函感谢。
其中香港立法会代表香港人民批出90亿港元捐款、半官方的博彩公司香港賽馬會（類似中国体育彩票）捐出10億；加上事後能考查的22億民間捐款，（其中以香港紅十字會為渠道捐出13億），香港總捐款為122億，量級遠高於对1989年6月时的北京學生運動香港捐款3,000萬港元；1991年華東水災時香港政府捐0.5億、香港民間捐了6億。民間捐款熱情踴躍，95%市民有捐款。这122亿港元捐款中，最大的受益方是大熊猫援建项目23个，值14.22億人民幣。
2009年5月7日，台湾向大陆援助70.5億元台幣（12.1億人民幣），包括来自政府的20亿和民间的50.5億元台幣。8月份，來自台灣政府、企業、民間社團和各界民眾捐贈給四川災區款項已達15.2億人民幣。台湾总捐款金额88亿台币。

### 救援报道

2008年5月13日的CCTV《新闻联播》中的新闻“奥运圣火完成在福建龙岩的传递”中，播出了奥运火炬手为灾区人民捐款的画面，但之后这画面被指为是奥运火炬手的假捐款镜头。

英国BBC在此次事件中的一系列报道中，对中共突发事件处理持正面评价，并认为“地震使中国获得较为宽松环境”。而中華人民共和国政府一改以往在很多突发事件上封锁消息的做法，官方传媒如中央电视台与新华社在地震后五小时即对外公布，并以二十四小时播放救灾新闻节目跟进救援行动。此外，政府对境内外媒体采访也基本不阻止，但有零星媒体遭地方政府阻拦的事件发生。截至2008年5月22日，已有100多家境外媒体、300多名记者境外进入汶川地震灾区参加采访报道。
不过，部分境外媒体指责中華人民共和国官方媒体只作正面报道，不提灾民对政府的不满，不提负面消息。地震发生次日，中共中央政治局常委、中央文明委主任李长春要求中国大陆新闻媒体在地震新闻中要“增强政治意识、大局意识、责任意识”，“牢牢把握正确舆论导向，坚持团结稳定鼓劲、正面宣传为主”。此外，个别媒体记者专业精神不足，如有中央电视台记者徐娜本应在都江堰进行采访，但现场直播时却在成都的酒店。而中央电视台在报导福建龙岩奥运火炬传递时，被指造假炮制火炬手为地震假捐款镜头，事后当事人致歉称是火炬手捐款后摄影留念。而此类事情也发生于广东一校园抗震捐款仪式上：捐款箱里的钱反复被捐，涉嫌造假的视频被上传到网上。

## 重建

### 对口援助工程
2008年6月18日，国务院颁布《汶川地震灾后恢复重建对口支援方案》，东部和中部省市以“一省帮一重灾县”原则，在3年期内各自以不低于1%的财力支援。。至2010年，对口支援省份完成投资已经超过640亿元，完成预期目标的80%以上。
香港援建四川八年，是有史以來最大規模的對外援建，香港的工程管理規範令四川省發改委由初期的不適應到後來效仿，援建結束後香港發展局總結「四川重建是在內地講一國兩制。」其中，由於卧龙国家级自然保护区在「一省援建一個重災县」名單上被遺漏，臥龍向時任香港發展局局長林鄭月娥求助，香港援建的主力是大熊猫相關23个项目。

### 中央政府重建工程
2008年9月19日，国务院颁布《汶川地震灾后恢复重建总体规划》。该规划由国家发展和改革委员会主持编制，4000余名设计人员参与，决定用三年时间使灾区的基本生活条件和经济社会发展水平达到或超过灾前水平，其中具体对住房、建设、公共设施、产业重组、生态环境、民族关系、重建基金等9大类专项36个子项目进行具体规划。2009年5月12日，中国共产党中央委员会总书记胡锦涛表示“力争用两年时间基本完成原定三年重建目标”，以加强重建的效率及力度。2009年9月14日，审计署发布《汶川地震灾后恢复重建跟踪审计结果》，对部分重建项目进行评估及提出整改方案。
截止2010年5月，四川地震灾区38个需要恢复重建的重点城镇中，已有33个完成重建主体任务。四川灾区39个重灾县需恢复重建的3002所学校，已开工2997所，开工率99.83%、竣工2609所，占86.91%；在建及竣工的医疗卫生项目2200多个，近六成已竣工。至2010年5月12日地震后两周年，四川、甘肃、陕西灾后重建已经完成投资超过7400亿元，完成灾后重建投资计划的70%以上。在此基础上，中央财政部下拨汶川地震灾后重建基金248.35亿元，重点支持灾后城乡基础设施、公共服务、防灾减灾、产业重建等方面四千余个重建项目。
2012年1月10日，四川省长蒋巨峰在该省第十一届人大第五次会议上作政府工作报告时宣布，该省汶川特大地震灾后恢复重建完成。

### 捐款去向、挪用和審計
中國民眾起初湧躍捐款，惟發生多起捐款使用的爭議後，2009年起普遍質疑灾区重建资金是否真能用到灾区老百姓身上。下分五類說明：
針對巨額善款被貪污、被違規濫用，中國官方有幾個數字：國家審計署2010年報告指出，58.19億災後重建款被違規使用；2013年四川省人民檢察院的工作報告披露，災後重建共查辦涉災職務犯罪343人。
捐款去向方面，清華大學鄧國勝團隊《汶川地震善款流向》報告指出，截至2008年11月，全國捐款總額652億元只有23%被交代了明確去向，估算約80%捐款最終撥入有關部門，但缺乏細目。
對口援助的重建工程被政府挪用方面，《財新網》爆出香港政府資助的綿陽紫荊民族學校2010年3月啟用，到2012年5月被拆除改建成「万达广场商住综合工程」，引起一遍嘩然。其後香港立法會一直追討四川方面的審計報告，2008年汶川地震時香港民間熱情捐款，至2013年雅安地震時因為四川審計報告未交出，甚至被挪用買拉菲名酒，大大打擊香港對中國制度的信心，香港自此喪失向政府部门賑災的熱情，議員拒絕批出捐款的口號「血浓于水？是酒浓于水吧？」也成為名句。反对意见是如果要拨款，这些拨款应由香港的非政府机构“直接”交到灾民手中，因为他们要提交核算报告。
捐款被中國紅十字會挪用是一大關注點。100多名藝術家義賣作品募得8,472萬原先定向捐給某市用來蓋藝術學校等，被挪用至紅會自己的「博愛家園」項目。還有郭美美事件等相關醜聞。
捐款被政府奢侈使用方面，有《北川国家地震遗址博物馆整体设计方案》初步预算总投资为23亿元，北川县政府于震后采购110万豪华越野车以及组织资助20对新人海南免费欢度蜜月之旅，汶川县威州镇政府采购万元笔记本电脑等。

## 纪念活动

### 全国哀悼日

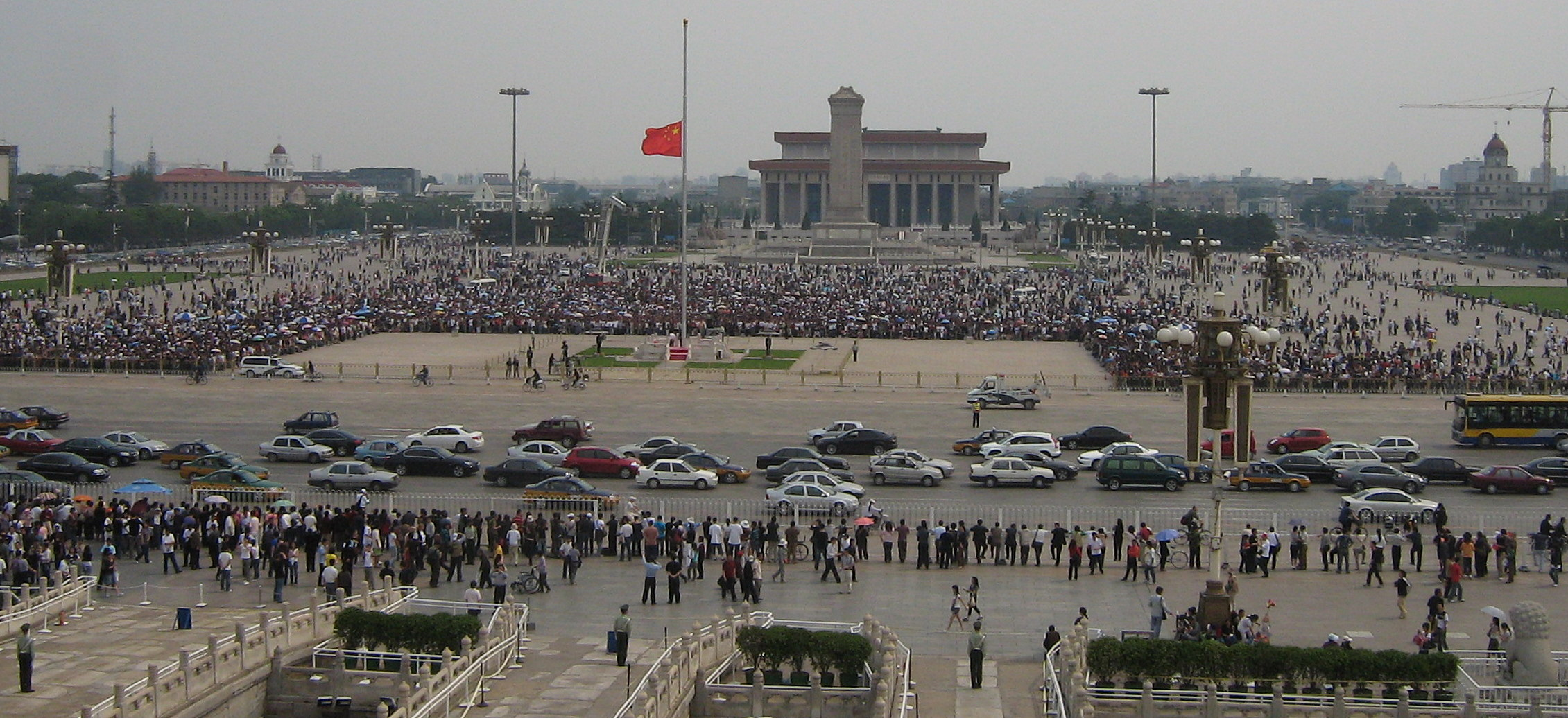
2008年5月19日下午2时10分，天安门广场下半旗向地震遇难者致哀。数以万计的民众在广场上聚集，默哀3分钟后，许多人自发开始高喊“中国加油”、“四川加油”等口号。

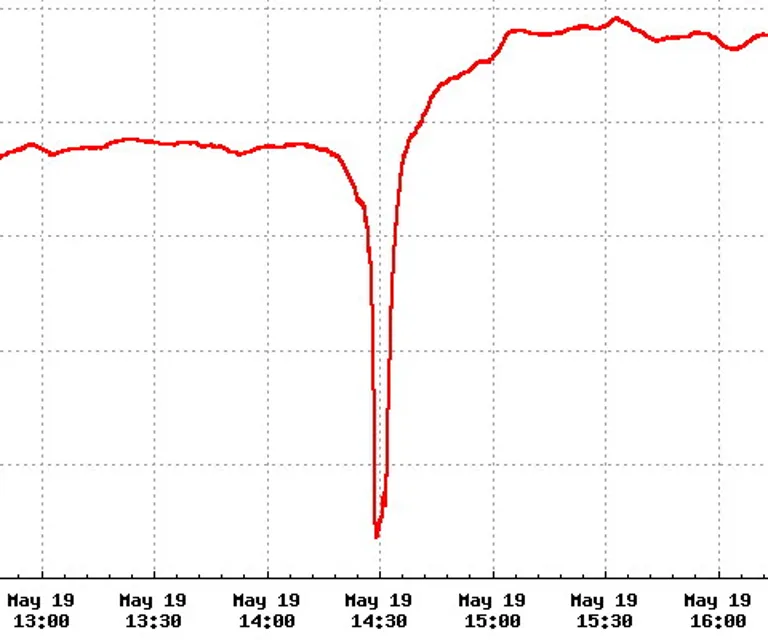
谷歌中国2008年5月19日“默哀三分钟”附近的流量曲线。

地震后，中国民间要求全国哀悼的声音高涨，2008年5月18日中华人民共和国国务院宣布5月19日至21日三天为全国哀悼日，全国下半旗致哀，停止公共娱乐活动。在5月19日14时28分，全国人民默哀3分钟，汽车、火车、舰船鸣笛，防空警报鸣响，成为中华人民共和国近60年历史上，首次对普通民众死难者降半旗。期间，奥运圣火在中国境内的传递活动暂停三天，体育赛事推迟三天，香港赛马会亦取消原定21日举行的赛马并將活动延期至6月5日。各地亦举行烛光晚会，部分地区放飞孔明灯，同时多家电影院也停止放映，网络游戏也停止娱乐服务；电视台均停播娱乐节目，中国大陆大部分电视频道均全天并机中国中央电视台综合频道所播出的特别节目，并在22日恢复播出时播送纪念信息，台标则改为黑白色，中国大陆大部分广播电台亦全天并机中央人民广播电台中国之声节目，中国大陆卫星统一平台所落地的境外卫星电视频道以及在广东省所落地的TVB与ATV四个香港免费模拟电视频道的除新闻节目以外的其他节目均被屏蔽并改播哀悼日通告或改并机中国中央电视台综合频道；国内游戏网站停运三日。根据谷歌中国的数据分析，在5月19日默哀的三分钟内，谷歌搜索的使用量出现巨大的下降。
哀悼日期间，時任法国总统尼古拉·萨科齐、美国总统乔治·沃克·布什、英国首相戈登·布朗、日本内阁总理大臣福田康夫等多名国家元首前往中華人民共和国大使馆吊唁，联合国于5月20日亦在安理会会议上集体默哀。同时，部分国家亦颁布全国哀悼日，其中秘鲁政府5月16日颁布最高行政命令，将5月19日设为为全国哀悼日，所有政府机构下半旗致哀，这是秘鲁首次为外国的死难者设立全国哀悼日，且其颁布时间早于中国决定的时间。5月21日，孟加拉国政府办公楼和其它重要建筑的国旗降半旗，悼念中国和缅甸自然灾害的死难者。科摩罗和佛得角两国政府分别宣布5月22日和5月23日为“全国哀悼日”，所有政府机关降半旗致哀。

### 北京奥运会
汶川大地震发生时，正值北京奥运会圣火在中国境内传递，为了向汶川大地震中遇难居民表示深切哀悼，北京奥运会火炬接力活动5月19日至21日暂停了3天。此后的火炬传递活动缩减规模，简化程序，传递前默哀，传递路线上设立募捐箱等，将火炬传递与抗震救灾紧密结合。因受灾严重，原计划在绵阳、广汉和都江堰的火炬传递取消，在四川传递时间也由原来的6月15日至6月18日调整为8月3日至8月5日，火炬在四川广安、乐山、成都传递结束后返回北京，并在绵阳和广汉进行展示。2008年8月8日，在北京奥运会开幕式上，国际奥委会主席罗格亦在开幕式致辞上对汶川地震致哀。

### 纪念馆与文艺作品

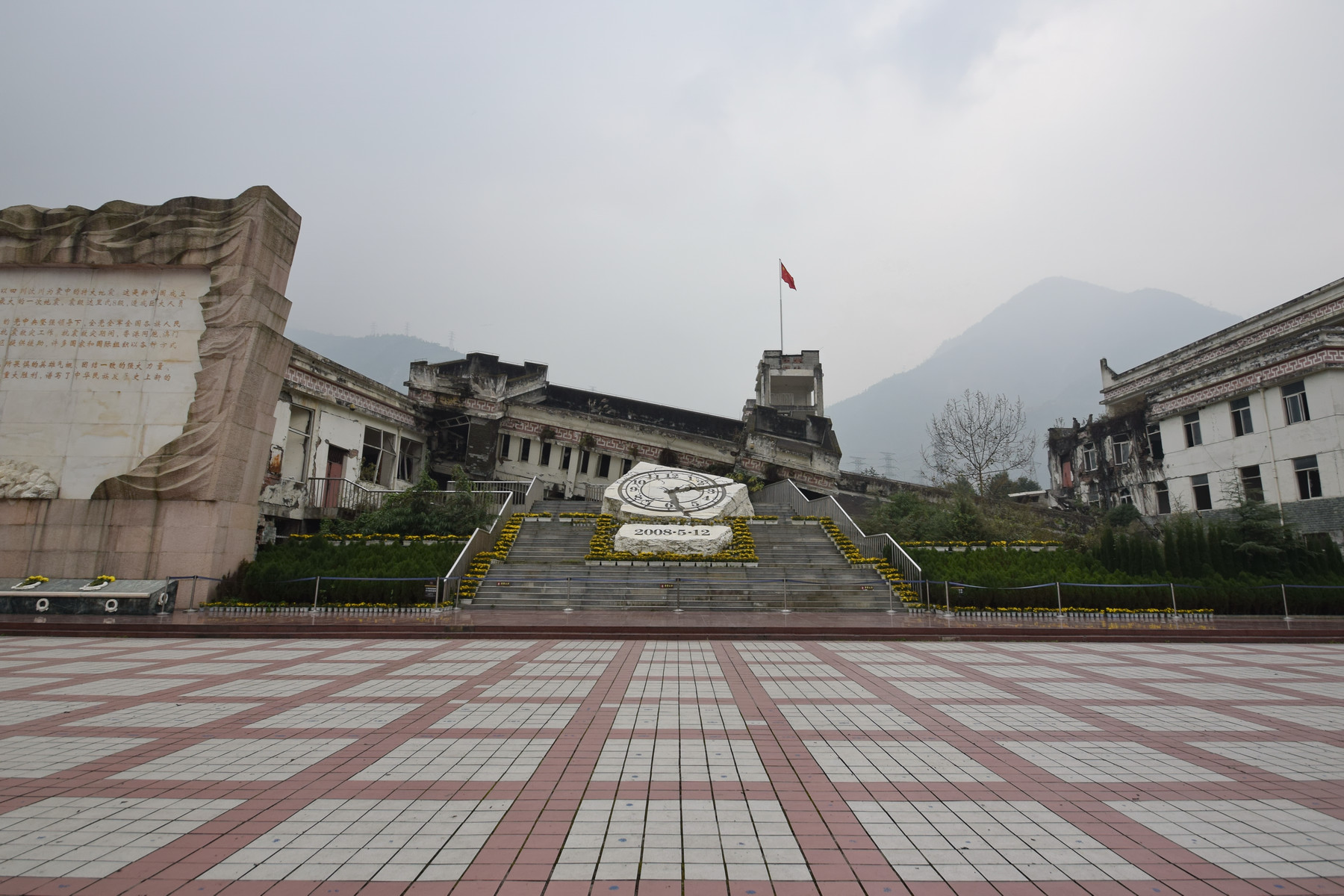
位於映秀鎮的四川汶川特大地震漩口中学遗址

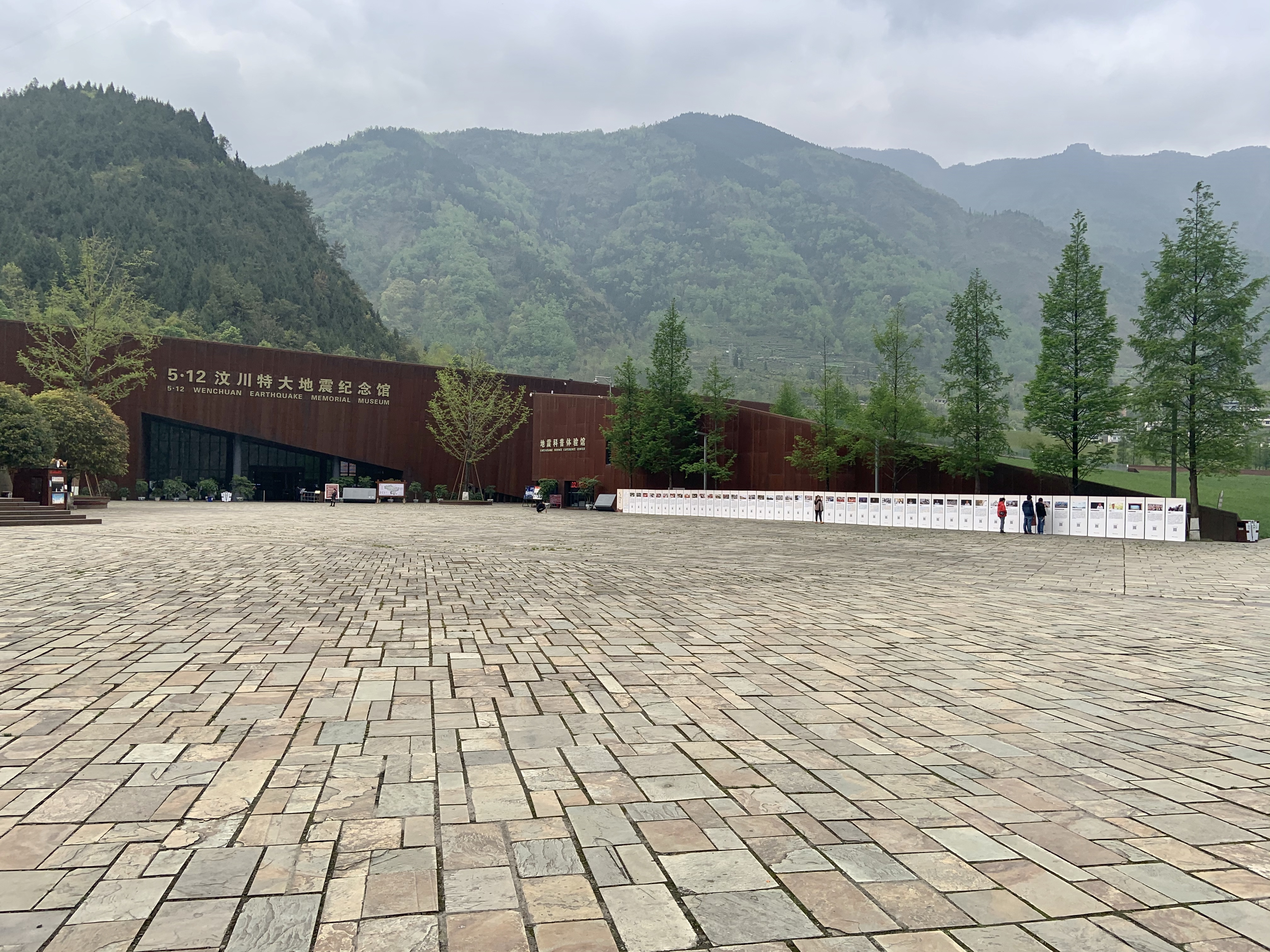
5.12汶川特大地震纪念馆主入口，由斑驳的花岗岩地面与耐候钢板立面构成整体意象

汶川大地震后，各地的纪念活动持续进行，而四川等地也在灾区废墟基础上建造各类纪念馆，以纪念在灾难中死去的人以及相关事迹。2009年5月11日，四川成都修建的建川博物馆聚落5.12汶川大地震博物馆正式对外开放，其中陈列着从废墟中挖出的学生日记、书包与鞋等物品，以及“猪坚强”等地震中发生的事迹。2009年5月12日汉旺地震工业遗址纪念中心开幕，中心坐落在东汽厂区外，面积500平方米，与东汽厂正门、汉旺钟楼隔街相望。在中心外的广场上，是一座大手牵小手的“大爱永生”雕像。。位于震中映秀镇的汶川地震震中纪念馆于2010年底修建完成，重灾区北川县也建成了5·12汶川特大地震纪念馆，于2013年开放。此外，纪念地震普通罹难者的胡慧姗纪念馆等也相继建成。
汶川大地震后亦有大量文艺作品。其中有反映对灾区受难者与救灾活动的，包括：援建和被援建學生的回憶錄，歌曲有《生死不离》、《承诺》、《风雨操场》、《愛與希望》；《震撼世界的七日》等电视剧；《四川大地震》等书籍。其中李西閩的《幸存者》获第七届“华语文学传媒大奖年度散文家奖”。也有抗议校舍质量及记录震后维权纠纷等的作品，包括曾获2009年奥斯卡金像奖“纪录短片”奖项提名的《劫后天府泪纵横》，艾未未工作室拍摄的纪录片《花脸巴儿》以及艾晓明等作家制作的纪录片等。

### 后续纪念和教育活动
2009年3月，中華人民共和国国务院宣布将每年的5月12日定为防灾减灾日，加强对民众的教育和对防灾减灾工作的关注。之后中国多地政府和中小学在每年这一天举行防震演习。中小学也开始重视普及“防震减灾”教育。2009年5月12日，中華人民共和国政府在映秀镇举行纪念汶川地震一周年活动，时任中共中央总书记胡锦涛和国务院副总理李克强等人到场出席活动。2018年，地震十周年，汶川县政府将5月12日确立为汶川“感恩日”。
2023年5月12日為汶川大地震15週年，《人民日報》發佈微紀錄片紀念。汶川县在映秀镇漩口中学遗址举行地震15周年追思活动。